# Liste des communes du département des Vosges
Pour les autres listes de communes françaises, voir Listes des communes de France.
| - Les Vosges en France métropolitaine. - Carte des communes des Vosges. |

Cette page liste les 506 communes du département français des Vosges au 1er janvier 2025.

## Liste des communes
Le tableau suivant donne la liste des communes au 1er janvier 2025, en précisant leur code Insee, leur code postal principal, leur arrondissement, leur canton, leur intercommunalité, leur superficie, leur population et leur densité, d'après les chiffres de l'Insee issus du recensement 2022,.
| Nom                           | Code Insee | Code postal | Arrondissement       | Canton                                        | Intercommunalité                         | Superficie (km2) | Population (dernière pop. légale) | Densité (hab./km2) | Modifier                                    |
| ----------------------------- | ---------- | ----------- | -------------------- | --------------------------------------------- | ---------------------------------------- | ---------------- | --------------------------------- | ------------------ | ------------------------------------------- |
| Épinal (préfecture)           | 88160      | 88000       | Épinal               | Épinal-1 Épinal-2                             | CA d'Épinal                              | 59,24            | 32 296 (2022)                     | 545                | modifier les données · modifier les données |
| Les Ableuvenettes             | 88001      | 88270       | Neufchâteau          | Darney                                        | CC de Mirecourt Dompaire                 | 4,49             | 67 (2022)                         | 15                 | modifier les données · modifier les données |
| Ahéville                      | 88002      | 88500       | Neufchâteau          | Darney                                        | CC de Mirecourt Dompaire                 | 5,84             | 67 (2022)                         | 11                 | modifier les données · modifier les données |
| Aingeville                    | 88003      | 88140       | Neufchâteau          | Vittel                                        | CC Terre d'Eau                           | 5,77             | 61 (2022)                         | 11                 | modifier les données · modifier les données |
| Ainvelle                      | 88004      | 88320       | Neufchâteau          | Darney                                        | CC Les Vosges Côté Sud-Ouest             | 9,03             | 136 (2022)                        | 15                 | modifier les données · modifier les données |
| Allarmont                     | 88005      | 88110       | Saint-Dié-des-Vosges | Raon-l'Étape                                  | CA de Saint-Dié-des-Vosges               | 13,21            | 209 (2022)                        | 16                 | modifier les données · modifier les données |
| Ambacourt                     | 88006      | 88500       | Neufchâteau          | Mirecourt                                     | CC de Mirecourt Dompaire                 | 6,76             | 290 (2022)                        | 43                 | modifier les données · modifier les données |
| Ameuvelle                     | 88007      | 88410       | Neufchâteau          | Darney                                        | CC Les Vosges Côté Sud-Ouest             | 5,56             | 47 (2022)                         | 8,5                | modifier les données · modifier les données |
| Anglemont                     | 88008      | 88700       | Épinal               | Raon-l'Étape                                  | CC de la Région de Rambervillers         | 5,93             | 152 (2022)                        | 26                 | modifier les données · modifier les données |
| Anould                        | 88009      | 88650       | Saint-Dié-des-Vosges | Gérardmer                                     | CA de Saint-Dié-des-Vosges               | 24,23            | 3 262 (2022)                      | 135                | modifier les données · modifier les données |
| Aouze                         | 88010      | 88170       | Neufchâteau          | Mirecourt                                     | CC de l'Ouest Vosgien                    | 11,21            | 196 (2022)                        | 17                 | modifier les données · modifier les données |
| Arches                        | 88011      | 88380       | Épinal               | Épinal-1                                      | CA d'Épinal                              | 17,50            | 1 614 (2022)                      | 92                 | modifier les données · modifier les données |
| Archettes                     | 88012      | 88380       | Épinal               | Épinal-2                                      | CA d'Épinal                              | 13,93            | 1 110 (2022)                      | 80                 | modifier les données · modifier les données |
| Aroffe                        | 88013      | 88170       | Neufchâteau          | Mirecourt                                     | CC de l'Ouest Vosgien                    | 8,51             | 91 (2022)                         | 11                 | modifier les données · modifier les données |
| Arrentès-de-Corcieux          | 88014      | 88430       | Saint-Dié-des-Vosges | Gérardmer                                     | CA de Saint-Dié-des-Vosges               | 17,00            | 177 (2022)                        | 10                 | modifier les données · modifier les données |
| Attignéville                  | 88015      | 88300       | Neufchâteau          | Neufchâteau                                   | CC de l'Ouest Vosgien                    | 14,61            | 210 (2022)                        | 14                 | modifier les données · modifier les données |
| Attigny                       | 88016      | 88260       | Neufchâteau          | Darney                                        | CC Les Vosges Côté Sud-Ouest             | 16,08            | 202 (2022)                        | 13                 | modifier les données · modifier les données |
| Aulnois                       | 88017      | 88300       | Neufchâteau          | Vittel                                        | CC Terre d'Eau                           | 4,44             | 165 (2022)                        | 37                 | modifier les données · modifier les données |
| Autigny-la-Tour               | 88019      | 88300       | Neufchâteau          | Neufchâteau                                   | CC de l'Ouest Vosgien                    | 15,86            | 136 (2022)                        | 8,6                | modifier les données · modifier les données |
| Autreville                    | 88020      | 88300       | Neufchâteau          | Neufchâteau                                   | CC de l'Ouest Vosgien                    | 11,09            | 191 (2022)                        | 17                 | modifier les données · modifier les données |
| Autrey                        | 88021      | 88700       | Épinal               | Saint-Dié-des-Vosges-1                        | CC de la Région de Rambervillers         | 17,42            | 275 (2022)                        | 16                 | modifier les données · modifier les données |
| Auzainvilliers                | 88022      | 88140       | Neufchâteau          | Vittel                                        | CC Terre d'Eau                           | 8,25             | 207 (2022)                        | 25                 | modifier les données · modifier les données |
| Avillers                      | 88023      | 88500       | Neufchâteau          | Charmes                                       | CC de Mirecourt Dompaire                 | 6,92             | 87 (2022)                         | 13                 | modifier les données · modifier les données |
| Avrainville                   | 88024      | 88130       | Neufchâteau          | Charmes                                       | CC de Mirecourt Dompaire                 | 4,57             | 115 (2022)                        | 25                 | modifier les données · modifier les données |
| Avranville                    | 88025      | 88630       | Neufchâteau          | Neufchâteau                                   | CC de l'Ouest Vosgien                    | 10,89            | 69 (2022)                         | 6,3                | modifier les données · modifier les données |
| Aydoilles                     | 88026      | 88600       | Épinal               | Bruyères                                      | CA d'Épinal                              | 10,00            | 1 007 (2022)                      | 101                | modifier les données · modifier les données |
| Badménil-aux-Bois             | 88027      | 88330       | Épinal               | Bruyères                                      | CA d'Épinal                              | 9,14             | 139 (2022)                        | 15                 | modifier les données · modifier les données |
| La Baffe                      | 88028      | 88460       | Épinal               | Épinal-2                                      | CA d'Épinal                              | 9,01             | 621 (2022)                        | 69                 | modifier les données · modifier les données |
| Bainville-aux-Saules          | 88030      | 88270       | Neufchâteau          | Darney                                        | CC de Mirecourt Dompaire                 | 5,61             | 160 (2022)                        | 29                 | modifier les données · modifier les données |
| Balléville                    | 88031      | 88170       | Neufchâteau          | Mirecourt                                     | CC de l'Ouest Vosgien                    | 6,25             | 100 (2022)                        | 16                 | modifier les données · modifier les données |
| Ban-de-Laveline               | 88032      | 88520       | Saint-Dié-des-Vosges | Saint-Dié-des-Vosges-2                        | CA de Saint-Dié-des-Vosges               | 26,45            | 1 163 (2022)                      | 44                 | modifier les données · modifier les données |
| Ban-de-Sapt                   | 88033      | 88210       | Saint-Dié-des-Vosges | Raon-l'Étape                                  | CA de Saint-Dié-des-Vosges               | 22,66            | 358 (2022)                        | 16                 | modifier les données · modifier les données |
| Ban-sur-Meurthe-Clefcy        | 88106      | 88230       | Saint-Dié-des-Vosges | Gérardmer                                     | CA de Saint-Dié-des-Vosges               | 45,04            | 961 (2022)                        | 21                 | modifier les données · modifier les données |
| Barbey-Seroux                 | 88035      | 88640       | Saint-Dié-des-Vosges | Gérardmer                                     | CA de Saint-Dié-des-Vosges               | 7,32             | 144 (2022)                        | 20                 | modifier les données · modifier les données |
| Barville                      | 88036      | 88300       | Neufchâteau          | Neufchâteau                                   | CC de l'Ouest Vosgien                    | 8,45             | 80 (2022)                         | 9,5                | modifier les données · modifier les données |
| Basse-sur-le-Rupt             | 88037      | 88120       | Épinal               | La Bresse                                     | CC des Hautes Vosges                     | 13,73            | 854 (2022)                        | 62                 | modifier les données · modifier les données |
| Battexey                      | 88038      | 88130       | Neufchâteau          | Charmes                                       | CC de Mirecourt Dompaire                 | 2,72             | 34 (2022)                         | 13                 | modifier les données · modifier les données |
| Baudricourt                   | 88039      | 88500       | Neufchâteau          | Mirecourt                                     | CC de Mirecourt Dompaire                 | 3,48             | 330 (2022)                        | 95                 | modifier les données · modifier les données |
| Bayecourt                     | 88040      | 88150       | Épinal               | Bruyères                                      | CA d'Épinal                              | 6,92             | 234 (2022)                        | 34                 | modifier les données · modifier les données |
| Bazegney                      | 88041      | 88270       | Neufchâteau          | Darney                                        | CC de Mirecourt Dompaire                 | 5,81             | 98 (2022)                         | 17                 | modifier les données · modifier les données |
| Bazien                        | 88042      | 88700       | Épinal               | Raon-l'Étape                                  | CC de la Région de Rambervillers         | 3,21             | 79 (2022)                         | 25                 | modifier les données · modifier les données |
| Bazoilles-et-Ménil            | 88043      | 88500       | Neufchâteau          | Vittel                                        | CC Terre d'Eau                           | 5,77             | 115 (2022)                        | 20                 | modifier les données · modifier les données |
| Bazoilles-sur-Meuse           | 88044      | 88300       | Neufchâteau          | Neufchâteau                                   | CC de l'Ouest Vosgien                    | 21,25            | 612 (2022)                        | 29                 | modifier les données · modifier les données |
| Beaufremont                   | 88045      | 88300       | Neufchâteau          | Neufchâteau                                   | CC Terre d'Eau                           | 9,02             | 88 (2022)                         | 9,8                | modifier les données · modifier les données |
| Beauménil                     | 88046      | 88600       | Saint-Dié-des-Vosges | Bruyères                                      | CC Bruyères - Vallons des Vosges         | 3,30             | 132 (2022)                        | 40                 | modifier les données · modifier les données |
| Begnécourt                    | 88047      | 88270       | Neufchâteau          | Darney                                        | CC de Mirecourt Dompaire                 | 4,57             | 141 (2022)                        | 31                 | modifier les données · modifier les données |
| Bellefontaine                 | 88048      | 88370       | Épinal               | Le Val-d'Ajol                                 | CA d'Épinal                              | 39,11            | 959 (2022)                        | 25                 | modifier les données · modifier les données |
| Belmont-lès-Darney            | 88049      | 88260       | Neufchâteau          | Darney                                        | CC Les Vosges Côté Sud-Ouest             | 3,99             | 109 (2022)                        | 27                 | modifier les données · modifier les données |
| Belmont-sur-Buttant           | 88050      | 88600       | Saint-Dié-des-Vosges | Bruyères                                      | CC Bruyères - Vallons des Vosges         | 8,46             | 297 (2022)                        | 35                 | modifier les données · modifier les données |
| Belmont-sur-Vair              | 88051      | 88800       | Neufchâteau          | Vittel                                        | CC Terre d'Eau                           | 6,17             | 124 (2022)                        | 20                 | modifier les données · modifier les données |
| Belrupt                       | 88052      | 88260       | Neufchâteau          | Darney                                        | CC Les Vosges Côté Sud-Ouest             | 9,14             | 91 (2022)                         | 10,0               | modifier les données · modifier les données |
| Belval                        | 88053      | 88210       | Saint-Dié-des-Vosges | Raon-l'Étape                                  | CA de Saint-Dié-des-Vosges               | 6,84             | 153 (2022)                        | 22                 | modifier les données · modifier les données |
| Bertrimoutier                 | 88054      | 88520       | Saint-Dié-des-Vosges | Saint-Dié-des-Vosges-2                        | CA de Saint-Dié-des-Vosges               | 3,72             | 312 (2022)                        | 84                 | modifier les données · modifier les données |
| Bettegney-Saint-Brice         | 88055      | 88450       | Neufchâteau          | Charmes                                       | CC de Mirecourt Dompaire                 | 5,32             | 162 (2022)                        | 30                 | modifier les données · modifier les données |
| Bettoncourt                   | 88056      | 88500       | Neufchâteau          | Charmes                                       | CC de Mirecourt Dompaire                 | 3,18             | 91 (2022)                         | 29                 | modifier les données · modifier les données |
| Le Beulay                     | 88057      | 88490       | Saint-Dié-des-Vosges | Saint-Dié-des-Vosges-2                        | CA de Saint-Dié-des-Vosges               | 2,40             | 90 (2022)                         | 38                 | modifier les données · modifier les données |
| Biécourt                      | 88058      | 88170       | Neufchâteau          | Mirecourt                                     | CC de Mirecourt Dompaire                 | 5,94             | 91 (2022)                         | 15                 | modifier les données · modifier les données |
| Biffontaine                   | 88059      | 88430       | Saint-Dié-des-Vosges | Bruyères                                      | CA de Saint-Dié-des-Vosges               | 8,88             | 393 (2022)                        | 44                 | modifier les données · modifier les données |
| Blémerey                      | 88060      | 88500       | Neufchâteau          | Mirecourt                                     | CC de Mirecourt Dompaire                 | 2,48             | 30 (2022)                         | 12                 | modifier les données · modifier les données |
| Bleurville                    | 88061      | 88410       | Neufchâteau          | Darney                                        | CC Les Vosges Côté Sud-Ouest             | 20,25            | 285 (2022)                        | 14                 | modifier les données · modifier les données |
| Blevaincourt                  | 88062      | 88320       | Neufchâteau          | Darney                                        | CC Les Vosges Côté Sud-Ouest             | 8,75             | 91 (2022)                         | 10                 | modifier les données · modifier les données |
| Bocquegney                    | 88063      | 88270       | Neufchâteau          | Darney                                        | CC de Mirecourt Dompaire                 | 4,57             | 133 (2022)                        | 29                 | modifier les données · modifier les données |
| Bois-de-Champ                 | 88064      | 88600       | Saint-Dié-des-Vosges | Bruyères                                      | CA de Saint-Dié-des-Vosges               | 17,69            | 105 (2022)                        | 5,9                | modifier les données · modifier les données |
| Bonvillet                     | 88065      | 88260       | Neufchâteau          | Darney                                        | CC Les Vosges Côté Sud-Ouest             | 10,09            | 275 (2022)                        | 27                 | modifier les données · modifier les données |
| Boulaincourt                  | 88066      | 88500       | Neufchâteau          | Mirecourt                                     | CC de Mirecourt Dompaire                 | 2,51             | 63 (2022)                         | 25                 | modifier les données · modifier les données |
| La Bourgonce                  | 88068      | 88470       | Saint-Dié-des-Vosges | Saint-Dié-des-Vosges-1                        | CA de Saint-Dié-des-Vosges               | 16,56            | 862 (2022)                        | 52                 | modifier les données · modifier les données |
| Bouxières-aux-Bois            | 88069      | 88270       | Neufchâteau          | Charmes                                       | CC de Mirecourt Dompaire                 | 7,68             | 144 (2022)                        | 19                 | modifier les données · modifier les données |
| Bouxurulles                   | 88070      | 88130       | Neufchâteau          | Charmes                                       | CC de Mirecourt Dompaire                 | 6,70             | 178 (2022)                        | 27                 | modifier les données · modifier les données |
| Bouzemont                     | 88071      | 88270       | Neufchâteau          | Darney                                        | CC de Mirecourt Dompaire                 | 4,97             | 47 (2022)                         | 9,5                | modifier les données · modifier les données |
| Brantigny                     | 88073      | 88130       | Épinal               | Charmes                                       | CA d'Épinal                              | 3,01             | 200 (2022)                        | 66                 | modifier les données · modifier les données |
| Brechainville                 | 88074      | 88350       | Neufchâteau          | Neufchâteau                                   | CC de l'Ouest Vosgien                    | 14,15            | 57 (2022)                         | 4,0                | modifier les données · modifier les données |
| La Bresse                     | 88075      | 88250       | Épinal               | La Bresse                                     | CC des Hautes Vosges                     | 57,94            | 3 947 (2022)                      | 68                 | modifier les données · modifier les données |
| Brouvelieures                 | 88076      | 88600       | Saint-Dié-des-Vosges | Bruyères                                      | CC Bruyères - Vallons des Vosges         | 7,36             | 411 (2022)                        | 56                 | modifier les données · modifier les données |
| Brû                           | 88077      | 88700       | Épinal               | Raon-l'Étape                                  | CC de la Région de Rambervillers         | 8,95             | 566 (2022)                        | 63                 | modifier les données · modifier les données |
| Bruyères                      | 88078      | 88600       | Saint-Dié-des-Vosges | Bruyères                                      | CC Bruyères - Vallons des Vosges         | 16,02            | 2 935 (2022)                      | 183                | modifier les données · modifier les données |
| Bulgnéville                   | 88079      | 88140       | Neufchâteau          | Vittel                                        | CC Terre d'Eau                           | 13,33            | 1 523 (2022)                      | 114                | modifier les données · modifier les données |
| Bult                          | 88080      | 88700       | Épinal               | Charmes                                       | CC de la Région de Rambervillers         | 9,86             | 303 (2022)                        | 31                 | modifier les données · modifier les données |
| Bussang                       | 88081      | 88540       | Épinal               | Le Thillot                                    | CC des Ballons des Hautes-Vosges         | 27,63            | 1 289 (2022)                      | 47                 | modifier les données · modifier les données |
| Celles-sur-Plaine             | 88082      | 88110       | Saint-Dié-des-Vosges | Raon-l'Étape                                  | CA de Saint-Dié-des-Vosges               | 20,09            | 751 (2022)                        | 37                 | modifier les données · modifier les données |
| Certilleux                    | 88083      | 88300       | Neufchâteau          | Neufchâteau                                   | CC de l'Ouest Vosgien                    | 5,86             | 214 (2022)                        | 37                 | modifier les données · modifier les données |
| Chamagne                      | 88084      | 88130       | Épinal               | Charmes                                       | CA d'Épinal                              | 15,29            | 442 (2022)                        | 29                 | modifier les données · modifier les données |
| Champ-le-Duc                  | 88086      | 88600       | Saint-Dié-des-Vosges | Bruyères                                      | CC Bruyères - Vallons des Vosges         | 3,92             | 481 (2022)                        | 123                | modifier les données · modifier les données |
| Champdray                     | 88085      | 88640       | Saint-Dié-des-Vosges | Bruyères                                      | CC Gérardmer Hautes Vosges               | 9,49             | 192 (2022)                        | 20                 | modifier les données · modifier les données |
| Chantraine                    | 88087      | 88000       | Épinal               | Épinal-1                                      | CA d'Épinal                              | 6,20             | 3 201 (2022)                      | 516                | modifier les données · modifier les données |
| La Chapelle-aux-Bois          | 88088      | 88240       | Épinal               | Le Val-d'Ajol                                 | CA d'Épinal                              | 30,65            | 672 (2022)                        | 22                 | modifier les données · modifier les données |
| La Chapelle-devant-Bruyères   | 88089      | 88600       | Saint-Dié-des-Vosges | Gérardmer                                     | CA de Saint-Dié-des-Vosges               | 20,23            | 549 (2022)                        | 27                 | modifier les données · modifier les données |
| Charmes                       | 88090      | 88130       | Épinal               | Charmes                                       | CA d'Épinal                              | 23,49            | 4 489 (2022)                      | 191                | modifier les données · modifier les données |
| Charmois-devant-Bruyères      | 88091      | 88460       | Saint-Dié-des-Vosges | Bruyères                                      | CC Bruyères - Vallons des Vosges         | 6,61             | 379 (2022)                        | 57                 | modifier les données · modifier les données |
| Charmois-l'Orgueilleux        | 88092      | 88270       | Épinal               | Le Val-d'Ajol                                 | CA d'Épinal                              | 35,92            | 584 (2022)                        | 16                 | modifier les données · modifier les données |
| Châtas                        | 88093      | 88210       | Saint-Dié-des-Vosges | Raon-l'Étape                                  | CA de Saint-Dié-des-Vosges               | 5,55             | 36 (2022)                         | 6,5                | modifier les données · modifier les données |
| Châtel-sur-Moselle            | 88094      | 88330       | Épinal               | Charmes                                       | CA d'Épinal                              | 11,86            | 1 726 (2022)                      | 146                | modifier les données · modifier les données |
| Châtenois                     | 88095      | 88170       | Neufchâteau          | Mirecourt                                     | CC de l'Ouest Vosgien                    | 17,57            | 1 721 (2022)                      | 98                 | modifier les données · modifier les données |
| Châtillon-sur-Saône           | 88096      | 88410       | Neufchâteau          | Darney                                        | CC Les Vosges Côté Sud-Ouest             | 9,21             | 106 (2022)                        | 12                 | modifier les données · modifier les données |
| Chauffecourt                  | 88097      | 88500       | Neufchâteau          | Mirecourt                                     | CC de Mirecourt Dompaire                 | 1,89             | 41 (2022)                         | 22                 | modifier les données · modifier les données |
| Chaumousey                    | 88098      | 88390       | Épinal               | Épinal-1                                      | CA d'Épinal                              | 8,71             | 913 (2022)                        | 105                | modifier les données · modifier les données |
| Chavelot                      | 88099      | 88150       | Épinal               | Golbey                                        | CA d'Épinal                              | 6,16             | 1 372 (2022)                      | 223                | modifier les données · modifier les données |
| Chef-Haut                     | 88100      | 88500       | Neufchâteau          | Mirecourt                                     | CC de Mirecourt Dompaire                 | 3,18             | 48 (2022)                         | 15                 | modifier les données · modifier les données |
| Cheniménil                    | 88101      | 88460       | Saint-Dié-des-Vosges | Bruyères                                      | CC Bruyères - Vallons des Vosges         | 9,28             | 1 227 (2022)                      | 132                | modifier les données · modifier les données |
| Chermisey                     | 88102      | 88630       | Neufchâteau          | Neufchâteau                                   | CC de l'Ouest Vosgien                    | 10,75            | 86 (2022)                         | 8,0                | modifier les données · modifier les données |
| Circourt                      | 88103      | 88270       | Neufchâteau          | Darney                                        | CC de Mirecourt Dompaire                 | 5,93             | 80 (2022)                         | 13                 | modifier les données · modifier les données |
| Circourt-sur-Mouzon           | 88104      | 88300       | Neufchâteau          | Neufchâteau                                   | CC de l'Ouest Vosgien                    | 10,30            | 184 (2022)                        | 18                 | modifier les données · modifier les données |
| Claudon                       | 88105      | 88410       | Neufchâteau          | Darney                                        | CC Les Vosges Côté Sud-Ouest             | 21,72            | 216 (2022)                        | 9,9                | modifier les données · modifier les données |
| Clérey-la-Côte                | 88107      | 88630       | Neufchâteau          | Neufchâteau                                   | CC de l'Ouest Vosgien                    | 3,18             | 27 (2022)                         | 8,5                | modifier les données · modifier les données |
| Le Clerjus                    | 88108      | 88240       | Épinal               | Le Val-d'Ajol                                 | CA d'Épinal                              | 32,93            | 463 (2022)                        | 14                 | modifier les données · modifier les données |
| Cleurie                       | 88109      | 88120       | Épinal               | Remiremont                                    | CC des Hautes Vosges                     | 11,04            | 648 (2022)                        | 59                 | modifier les données · modifier les données |
| Clézentaine                   | 88110      | 88700       | Épinal               | Charmes                                       | CC de la Région de Rambervillers         | 13,11            | 219 (2022)                        | 17                 | modifier les données · modifier les données |
| Coinches                      | 88111      | 88100       | Saint-Dié-des-Vosges | Saint-Dié-des-Vosges-2                        | CA de Saint-Dié-des-Vosges               | 5,69             | 349 (2022)                        | 61                 | modifier les données · modifier les données |
| Combrimont                    | 88113      | 88490       | Saint-Dié-des-Vosges | Saint-Dié-des-Vosges-2                        | CA de Saint-Dié-des-Vosges               | 5,21             | 137 (2022)                        | 26                 | modifier les données · modifier les données |
| Contrexéville                 | 88114      | 88140       | Neufchâteau          | Vittel                                        | CC Terre d'Eau                           | 14,96            | 2 932 (2022)                      | 196                | modifier les données · modifier les données |
| Corcieux                      | 88115      | 88430       | Saint-Dié-des-Vosges | Gérardmer                                     | CA de Saint-Dié-des-Vosges               | 17,40            | 1 490 (2022)                      | 86                 | modifier les données · modifier les données |
| Cornimont                     | 88116      | 88310       | Épinal               | La Bresse                                     | CC des Hautes Vosges                     | 40,23            | 3 037 (2022)                      | 75                 | modifier les données · modifier les données |
| Courcelles-sous-Châtenois     | 88117      | 88170       | Neufchâteau          | Mirecourt                                     | CC de l'Ouest Vosgien                    | 2,33             | 76 (2022)                         | 33                 | modifier les données · modifier les données |
| Coussey                       | 88118      | 88630       | Neufchâteau          | Neufchâteau                                   | CC de l'Ouest Vosgien                    | 16,02            | 719 (2022)                        | 45                 | modifier les données · modifier les données |
| Crainvilliers                 | 88119      | 88140       | Neufchâteau          | Vittel                                        | CC Terre d'Eau                           | 10,45            | 180 (2022)                        | 17                 | modifier les données · modifier les données |
| La Croix-aux-Mines            | 88120      | 88520       | Saint-Dié-des-Vosges | Saint-Dié-des-Vosges-2                        | CA de Saint-Dié-des-Vosges               | 16,80            | 456 (2022)                        | 27                 | modifier les données · modifier les données |
| Damas-aux-Bois                | 88121      | 88330       | Épinal               | Charmes                                       | CA d'Épinal                              | 29,46            | 273 (2022)                        | 9,3                | modifier les données · modifier les données |
| Damas-et-Bettegney            | 88122      | 88270       | Neufchâteau          | Darney                                        | CC de Mirecourt Dompaire                 | 15,07            | 384 (2022)                        | 25                 | modifier les données · modifier les données |
| Damblain                      | 88123      | 88320       | Neufchâteau          | Darney                                        | CC Les Vosges Côté Sud-Ouest             | 13,27            | 258 (2022)                        | 19                 | modifier les données · modifier les données |
| Darney                        | 88124      | 88260       | Neufchâteau          | Darney                                        | CC Les Vosges Côté Sud-Ouest             | 7,92             | 1 078 (2022)                      | 136                | modifier les données · modifier les données |
| Darney-aux-Chênes             | 88125      | 88170       | Neufchâteau          | Mirecourt                                     | CC de l'Ouest Vosgien                    | 2,44             | 62 (2022)                         | 25                 | modifier les données · modifier les données |
| Darnieulles                   | 88126      | 88390       | Épinal               | Golbey                                        | CA d'Épinal                              | 10,10            | 1 367 (2022)                      | 135                | modifier les données · modifier les données |
| Deinvillers                   | 88127      | 88700       | Épinal               | Charmes                                       | CC de la Région de Rambervillers         | 5,60             | 55 (2022)                         | 9,8                | modifier les données · modifier les données |
| Denipaire                     | 88128      | 88210       | Saint-Dié-des-Vosges | Raon-l'Étape                                  | CA de Saint-Dié-des-Vosges               | 7,02             | 250 (2022)                        | 36                 | modifier les données · modifier les données |
| Derbamont                     | 88129      | 88270       | Neufchâteau          | Charmes                                       | CC de Mirecourt Dompaire                 | 6,83             | 99 (2022)                         | 14                 | modifier les données · modifier les données |
| Destord                       | 88130      | 88600       | Saint-Dié-des-Vosges | Bruyères                                      | CC Bruyères - Vallons des Vosges         | 5,04             | 238 (2022)                        | 47                 | modifier les données · modifier les données |
| Deycimont                     | 88131      | 88600       | Saint-Dié-des-Vosges | Bruyères                                      | CC Bruyères - Vallons des Vosges         | 6,32             | 298 (2022)                        | 47                 | modifier les données · modifier les données |
| Deyvillers                    | 88132      | 88000       | Épinal               | Épinal-2                                      | CA d'Épinal                              | 8,77             | 1 350 (2022)                      | 154                | modifier les données · modifier les données |
| Dignonville                   | 88133      | 88000       | Épinal               | Épinal-2                                      | CA d'Épinal                              | 5,93             | 207 (2022)                        | 35                 | modifier les données · modifier les données |
| Dinozé                        | 88134      | 88000       | Épinal               | Épinal-1                                      | CA d'Épinal                              | 2,89             | 652 (2022)                        | 226                | modifier les données · modifier les données |
| Docelles                      | 88135      | 88460       | Saint-Dié-des-Vosges | Bruyères                                      | CC Bruyères - Vallons des Vosges         | 8,74             | 864 (2022)                        | 99                 | modifier les données · modifier les données |
| Dogneville                    | 88136      | 88000       | Épinal               | Épinal-2                                      | CA d'Épinal                              | 11,42            | 1 511 (2022)                      | 132                | modifier les données · modifier les données |
| Dolaincourt                   | 88137      | 88170       | Neufchâteau          | Mirecourt                                     | CC de l'Ouest Vosgien                    | 2,60             | 90 (2022)                         | 35                 | modifier les données · modifier les données |
| Dombasle-devant-Darney        | 88138      | 88260       | Neufchâteau          | Darney                                        | CC Les Vosges Côté Sud-Ouest             | 8,73             | 77 (2022)                         | 8,8                | modifier les données · modifier les données |
| Dombasle-en-Xaintois          | 88139      | 88500       | Neufchâteau          | Mirecourt                                     | CC de Mirecourt Dompaire                 | 4,72             | 124 (2022)                        | 26                 | modifier les données · modifier les données |
| Dombrot-le-Sec                | 88140      | 88140       | Neufchâteau          | Vittel                                        | CC Les Vosges Côté Sud-Ouest             | 18,89            | 358 (2022)                        | 19                 | modifier les données · modifier les données |
| Dombrot-sur-Vair              | 88141      | 88170       | Neufchâteau          | Vittel                                        | CC Terre d'Eau                           | 9,04             | 241 (2022)                        | 27                 | modifier les données · modifier les données |
| Domèvre-sous-Montfort         | 88144      | 88500       | Neufchâteau          | Vittel                                        | CC Terre d'Eau                           | 3,28             | 61 (2022)                         | 19                 | modifier les données · modifier les données |
| Domèvre-sur-Avière            | 88142      | 88390       | Épinal               | Golbey                                        | CA d'Épinal                              | 9,16             | 433 (2022)                        | 47                 | modifier les données · modifier les données |
| Domèvre-sur-Durbion           | 88143      | 88330       | Épinal               | Bruyères                                      | CA d'Épinal                              | 12,51            | 266 (2022)                        | 21                 | modifier les données · modifier les données |
| Domfaing                      | 88145      | 88600       | Saint-Dié-des-Vosges | Bruyères                                      | CC Bruyères - Vallons des Vosges         | 3,90             | 212 (2022)                        | 54                 | modifier les données · modifier les données |
| Domjulien                     | 88146      | 88800       | Neufchâteau          | Vittel                                        | CC Terre d'Eau                           | 11,94            | 177 (2022)                        | 15                 | modifier les données · modifier les données |
| Dommartin-aux-Bois            | 88147      | 88390       | Neufchâteau          | Darney                                        | CC de Mirecourt Dompaire                 | 15,70            | 399 (2022)                        | 25                 | modifier les données · modifier les données |
| Dommartin-lès-Remiremont      | 88148      | 88200       | Épinal               | Le Thillot                                    | CC de la Porte des Vosges Méridionales   | 21,08            | 1 900 (2022)                      | 90                 | modifier les données · modifier les données |
| Dommartin-lès-Vallois         | 88149      | 88260       | Neufchâteau          | Darney                                        | CC Les Vosges Côté Sud-Ouest             | 4,93             | 52 (2022)                         | 11                 | modifier les données · modifier les données |
| Dommartin-sur-Vraine          | 88150      | 88170       | Neufchâteau          | Mirecourt                                     | CC de l'Ouest Vosgien                    | 7,10             | 292 (2022)                        | 41                 | modifier les données · modifier les données |
| Dompaire                      | 88151      | 88270       | Neufchâteau          | Darney                                        | CC de Mirecourt Dompaire                 | 16,63            | 1 079 (2022)                      | 65                 | modifier les données · modifier les données |
| Dompierre                     | 88152      | 88600       | Épinal               | Bruyères                                      | CA d'Épinal                              | 8,88             | 240 (2022)                        | 27                 | modifier les données · modifier les données |
| Domptail                      | 88153      | 88700       | Épinal               | Raon-l'Étape                                  | CC de la Région de Rambervillers         | 18,63            | 338 (2022)                        | 18                 | modifier les données · modifier les données |
| Domrémy-la-Pucelle            | 88154      | 88630       | Neufchâteau          | Neufchâteau                                   | CC de l'Ouest Vosgien                    | 8,99             | 94 (2022)                         | 10                 | modifier les données · modifier les données |
| Domvallier                    | 88155      | 88500       | Neufchâteau          | Mirecourt                                     | CC de Mirecourt Dompaire                 | 3,24             | 95 (2022)                         | 29                 | modifier les données · modifier les données |
| Doncières                     | 88156      | 88700       | Épinal               | Raon-l'Étape                                  | CC de la Région de Rambervillers         | 7,63             | 156 (2022)                        | 20                 | modifier les données · modifier les données |
| Dounoux                       | 88157      | 88220       | Épinal               | Le Val-d'Ajol                                 | CA d'Épinal                              | 9,23             | 871 (2022)                        | 94                 | modifier les données · modifier les données |
| Éloyes                        | 88158      | 88510       | Épinal               | Remiremont                                    | CC de la Porte des Vosges Méridionales   | 12,51            | 3 117 (2022)                      | 249                | modifier les données · modifier les données |
| Entre-deux-Eaux               | 88159      | 88650       | Saint-Dié-des-Vosges | Saint-Dié-des-Vosges-2                        | CA de Saint-Dié-des-Vosges               | 8,47             | 509 (2022)                        | 60                 | modifier les données · modifier les données |
| Escles                        | 88161      | 88260       | Neufchâteau          | Darney                                        | CC Les Vosges Côté Sud-Ouest             | 22,54            | 385 (2022)                        | 17                 | modifier les données · modifier les données |
| Esley                         | 88162      | 88260       | Neufchâteau          | Darney                                        | CC Les Vosges Côté Sud-Ouest             | 11,00            | 170 (2022)                        | 15                 | modifier les données · modifier les données |
| Essegney                      | 88163      | 88130       | Épinal               | Charmes                                       | CA d'Épinal                              | 8,41             | 745 (2022)                        | 89                 | modifier les données · modifier les données |
| Estrennes                     | 88164      | 88500       | Neufchâteau          | Vittel                                        | CC Terre d'Eau                           | 5,99             | 106 (2022)                        | 18                 | modifier les données · modifier les données |
| Étival-Clairefontaine         | 88165      | 88480       | Saint-Dié-des-Vosges | Raon-l'Étape                                  | CA de Saint-Dié-des-Vosges               | 27,12            | 2 454 (2022)                      | 90                 | modifier les données · modifier les données |
| Évaux-et-Ménil                | 88166      | 88450       | Neufchâteau          | Charmes                                       | CC de Mirecourt Dompaire                 | 5,00             | 355 (2022)                        | 71                 | modifier les données · modifier les données |
| Faucompierre                  | 88167      | 88460       | Saint-Dié-des-Vosges | La Bresse                                     | CC Bruyères - Vallons des Vosges         | 2,45             | 227 (2022)                        | 93                 | modifier les données · modifier les données |
| Fauconcourt                   | 88168      | 88700       | Épinal               | Charmes                                       | CC de la Région de Rambervillers         | 4,90             | 131 (2022)                        | 27                 | modifier les données · modifier les données |
| Fays                          | 88169      | 88600       | Saint-Dié-des-Vosges | Bruyères                                      | CC Bruyères - Vallons des Vosges         | 4,83             | 219 (2022)                        | 45                 | modifier les données · modifier les données |
| Ferdrupt                      | 88170      | 88360       | Épinal               | Le Thillot                                    | CC des Ballons des Hautes-Vosges         | 14,60            | 731 (2022)                        | 50                 | modifier les données · modifier les données |
| Fignévelle                    | 88171      | 88410       | Neufchâteau          | Darney                                        | CC Les Vosges Côté Sud-Ouest             | 4,40             | 50 (2022)                         | 11                 | modifier les données · modifier les données |
| Fiménil                       | 88172      | 88600       | Saint-Dié-des-Vosges | Bruyères                                      | CC Bruyères - Vallons des Vosges         | 5,13             | 232 (2022)                        | 45                 | modifier les données · modifier les données |
| Florémont                     | 88173      | 88130       | Épinal               | Charmes                                       | CA d'Épinal                              | 8,09             | 473 (2022)                        | 58                 | modifier les données · modifier les données |
| Fomerey                       | 88174      | 88390       | Épinal               | Golbey                                        | CA d'Épinal                              | 5,03             | 141 (2022)                        | 28                 | modifier les données · modifier les données |
| Fontenay                      | 88175      | 88600       | Saint-Dié-des-Vosges | Bruyères                                      | CC Bruyères - Vallons des Vosges         | 6,47             | 471 (2022)                        | 73                 | modifier les données · modifier les données |
| Fontenoy-le-Château           | 88176      | 88240       | Épinal               | Le Val-d'Ajol                                 | CA d'Épinal                              | 38,13            | 499 (2022)                        | 13                 | modifier les données · modifier les données |
| La Forge                      | 88177      | 88530       | Épinal               | La Bresse                                     | CC des Hautes Vosges                     | 4,72             | 515 (2022)                        | 109                | modifier les données · modifier les données |
| Les Forges                    | 88178      | 88390       | Épinal               | Épinal-1                                      | CA d'Épinal                              | 7,14             | 1 779 (2022)                      | 249                | modifier les données · modifier les données |
| Fouchécourt                   | 88179      | 88320       | Neufchâteau          | Darney                                        | CC Les Vosges Côté Sud-Ouest             | 4,66             | 41 (2022)                         | 8,8                | modifier les données · modifier les données |
| Frain                         | 88180      | 88320       | Neufchâteau          | Darney                                        | CC Les Vosges Côté Sud-Ouest             | 7,54             | 125 (2022)                        | 17                 | modifier les données · modifier les données |
| Fraize                        | 88181      | 88230       | Saint-Dié-des-Vosges | Gérardmer                                     | CA de Saint-Dié-des-Vosges               | 15,59            | 2 849 (2022)                      | 183                | modifier les données · modifier les données |
| Frapelle                      | 88182      | 88490       | Saint-Dié-des-Vosges | Saint-Dié-des-Vosges-2                        | CA de Saint-Dié-des-Vosges               | 4,55             | 199 (2022)                        | 44                 | modifier les données · modifier les données |
| Frebécourt                    | 88183      | 88630       | Neufchâteau          | Neufchâteau                                   | CC de l'Ouest Vosgien                    | 10,53            | 352 (2022)                        | 33                 | modifier les données · modifier les données |
| Fremifontaine                 | 88184      | 88600       | Saint-Dié-des-Vosges | Bruyères                                      | CC Bruyères - Vallons des Vosges         | 9,56             | 421 (2022)                        | 44                 | modifier les données · modifier les données |
| Frenelle-la-Grande            | 88185      | 88500       | Neufchâteau          | Mirecourt                                     | CC de Mirecourt Dompaire                 | 5,50             | 101 (2022)                        | 18                 | modifier les données · modifier les données |
| Frenelle-la-Petite            | 88186      | 88500       | Neufchâteau          | Mirecourt                                     | CC de Mirecourt Dompaire                 | 3,49             | 47 (2022)                         | 13                 | modifier les données · modifier les données |
| Frénois                       | 88187      | 88270       | Neufchâteau          | Darney                                        | CC Les Vosges Côté Sud-Ouest             | 4,94             | 49 (2022)                         | 9,9                | modifier les données · modifier les données |
| Fresse-sur-Moselle            | 88188      | 88160       | Épinal               | Le Thillot                                    | CC des Ballons des Hautes-Vosges         | 18,41            | 1 662 (2022)                      | 90                 | modifier les données · modifier les données |
| Fréville                      | 88189      | 88350       | Neufchâteau          | Neufchâteau                                   | CC de l'Ouest Vosgien                    | 6,36             | 132 (2022)                        | 21                 | modifier les données · modifier les données |
| Frizon                        | 88190      | 88440       | Épinal               | Golbey                                        | CA d'Épinal                              | 11,75            | 484 (2022)                        | 41                 | modifier les données · modifier les données |
| Gelvécourt-et-Adompt          | 88192      | 88270       | Neufchâteau          | Darney                                        | CC de Mirecourt Dompaire                 | 3,94             | 107 (2022)                        | 27                 | modifier les données · modifier les données |
| Gemaingoutte                  | 88193      | 88520       | Saint-Dié-des-Vosges | Saint-Dié-des-Vosges-2                        | CA de Saint-Dié-des-Vosges               | 3,90             | 152 (2022)                        | 39                 | modifier les données · modifier les données |
| Gemmelaincourt                | 88194      | 88170       | Neufchâteau          | Vittel                                        | CC Terre d'Eau                           | 7,42             | 126 (2022)                        | 17                 | modifier les données · modifier les données |
| Gendreville                   | 88195      | 88140       | Neufchâteau          | Vittel                                        | CC Terre d'Eau                           | 8,08             | 104 (2022)                        | 13                 | modifier les données · modifier les données |
| Gérardmer                     | 88196      | 88400       | Saint-Dié-des-Vosges | Gérardmer                                     | CC Gérardmer Hautes Vosges               | 54,78            | 7 685 (2022)                      | 140                | modifier les données · modifier les données |
| Gerbamont                     | 88197      | 88120       | Épinal               | La Bresse                                     | CC des Hautes Vosges                     | 9,69             | 353 (2022)                        | 36                 | modifier les données · modifier les données |
| Gerbépal                      | 88198      | 88430       | Saint-Dié-des-Vosges | Gérardmer                                     | CA de Saint-Dié-des-Vosges               | 19,18            | 537 (2022)                        | 28                 | modifier les données · modifier les données |
| Gignéville                    | 88199      | 88320       | Neufchâteau          | Darney                                        | CC Les Vosges Côté Sud-Ouest             | 5,58             | 76 (2022)                         | 14                 | modifier les données · modifier les données |
| Gigney                        | 88200      | 88390       | Épinal               | Golbey                                        | CA d'Épinal                              | 5,09             | 58 (2022)                         | 11                 | modifier les données · modifier les données |
| Girancourt                    | 88201      | 88390       | Épinal               | Darney                                        | CA d'Épinal                              | 17,66            | 873 (2022)                        | 49                 | modifier les données · modifier les données |
| Gircourt-lès-Viéville         | 88202      | 88500       | Neufchâteau          | Charmes                                       | CC de Mirecourt Dompaire                 | 8,44             | 195 (2022)                        | 23                 | modifier les données · modifier les données |
| Girecourt-sur-Durbion         | 88203      | 88600       | Saint-Dié-des-Vosges | Bruyères                                      | CC Bruyères - Vallons des Vosges         | 6,92             | 353 (2022)                        | 51                 | modifier les données · modifier les données |
| Girmont-Val-d'Ajol            | 88205      | 88340       | Épinal               | Le Val-d'Ajol                                 | CC de la Porte des Vosges Méridionales   | 16,67            | 256 (2022)                        | 15                 | modifier les données · modifier les données |
| Gironcourt-sur-Vraine         | 88206      | 88170       | Neufchâteau          | Mirecourt                                     | CC de l'Ouest Vosgien                    | 7,51             | 858 (2022)                        | 114                | modifier les données · modifier les données |
| Godoncourt                    | 88208      | 88410       | Neufchâteau          | Darney                                        | CC Les Vosges Côté Sud-Ouest             | 11,38            | 116 (2022)                        | 10                 | modifier les données · modifier les données |
| Golbey                        | 88209      | 88190       | Épinal               | Golbey                                        | CA d'Épinal                              | 9,49             | 8 827 (2022)                      | 930                | modifier les données · modifier les données |
| Gorhey                        | 88210      | 88270       | Neufchâteau          | Darney                                        | CC de Mirecourt Dompaire                 | 6,31             | 169 (2022)                        | 27                 | modifier les données · modifier les données |
| Grand                         | 88212      | 88350       | Neufchâteau          | Neufchâteau                                   | CC de l'Ouest Vosgien                    | 36,59            | 364 (2022)                        | 9,9                | modifier les données · modifier les données |
| La Grande-Fosse               | 88213      | 88490       | Saint-Dié-des-Vosges | Saint-Dié-des-Vosges-2                        | CA de Saint-Dié-des-Vosges               | 6,79             | 130 (2022)                        | 19                 | modifier les données · modifier les données |
| Grandrupt                     | 88215      | 88210       | Saint-Dié-des-Vosges | Raon-l'Étape                                  | CA de Saint-Dié-des-Vosges               | 6,34             | 75 (2022)                         | 12                 | modifier les données · modifier les données |
| Grandrupt-de-Bains            | 88214      | 88240       | Neufchâteau          | Le Val-d'Ajol                                 | CC Les Vosges Côté Sud-Ouest             | 3,60             | 70 (2022)                         | 19                 | modifier les données · modifier les données |
| Grandvillers                  | 88216      | 88600       | Saint-Dié-des-Vosges | Bruyères                                      | CC Bruyères - Vallons des Vosges         | 17,46            | 724 (2022)                        | 41                 | modifier les données · modifier les données |
| Granges-Aumontzey             | 88218      | 88640       | Saint-Dié-des-Vosges | Gérardmer                                     | CC Gérardmer Hautes Vosges               | 33,01            | 2 560 (2022)                      | 78                 | modifier les données · modifier les données |
| Greux                         | 88219      | 88630       | Neufchâteau          | Neufchâteau                                   | CC de l'Ouest Vosgien                    | 8,04             | 132 (2022)                        | 16                 | modifier les données · modifier les données |
| Grignoncourt                  | 88220      | 88410       | Neufchâteau          | Darney                                        | CC Les Vosges Côté Sud-Ouest             | 5,41             | 47 (2022)                         | 8,7                | modifier les données · modifier les données |
| Gruey-lès-Surance             | 88221      | 88240       | Épinal               | Le Val-d'Ajol                                 | CA d'Épinal                              | 27,10            | 210 (2022)                        | 7,7                | modifier les données · modifier les données |
| Gugnécourt                    | 88222      | 88600       | Saint-Dié-des-Vosges | Bruyères                                      | CC Bruyères - Vallons des Vosges         | 5,11             | 228 (2022)                        | 45                 | modifier les données · modifier les données |
| Gugney-aux-Aulx               | 88223      | 88450       | Neufchâteau          | Charmes                                       | CC de Mirecourt Dompaire                 | 8,67             | 171 (2022)                        | 20                 | modifier les données · modifier les données |
| Hadigny-les-Verrières         | 88224      | 88330       | Épinal               | Charmes                                       | CA d'Épinal                              | 13,74            | 378 (2022)                        | 28                 | modifier les données · modifier les données |
| Hadol                         | 88225      | 88220       | Épinal               | Le Val-d'Ajol                                 | CA d'Épinal                              | 49,05            | 2 331 (2022)                      | 48                 | modifier les données · modifier les données |
| Hagécourt                     | 88226      | 88270       | Neufchâteau          | Darney                                        | CC de Mirecourt Dompaire                 | 7,60             | 128 (2022)                        | 17                 | modifier les données · modifier les données |
| Hagnéville-et-Roncourt        | 88227      | 88300       | Neufchâteau          | Vittel                                        | CC Terre d'Eau                           | 8,55             | 81 (2022)                         | 9,5                | modifier les données · modifier les données |
| Haillainville                 | 88228      | 88330       | Épinal               | Charmes                                       | CA d'Épinal                              | 12,26            | 181 (2022)                        | 15                 | modifier les données · modifier les données |
| Harchéchamp                   | 88229      | 88300       | Neufchâteau          | Neufchâteau                                   | CC de l'Ouest Vosgien                    | 7,41             | 87 (2022)                         | 12                 | modifier les données · modifier les données |
| Hardancourt                   | 88230      | 88700       | Épinal               | Charmes                                       | CC de la Région de Rambervillers         | 3,33             | 35 (2022)                         | 11                 | modifier les données · modifier les données |
| Haréville                     | 88231      | 88800       | Neufchâteau          | Vittel                                        | CC Terre d'Eau                           | 6,56             | 470 (2022)                        | 72                 | modifier les données · modifier les données |
| Harmonville                   | 88232      | 88300       | Neufchâteau          | Neufchâteau                                   | CC de l'Ouest Vosgien                    | 15,13            | 210 (2022)                        | 14                 | modifier les données · modifier les données |
| Harol                         | 88233      | 88270       | Neufchâteau          | Darney                                        | CC de Mirecourt Dompaire                 | 27,34            | 627 (2022)                        | 23                 | modifier les données · modifier les données |
| La Haye                       | 88236      | 88240       | Épinal               | Le Val-d'Ajol                                 | CA d'Épinal                              | 7,34             | 134 (2022)                        | 18                 | modifier les données · modifier les données |
| Hennecourt                    | 88237      | 88270       | Neufchâteau          | Darney                                        | CC de Mirecourt Dompaire                 | 7,17             | 342 (2022)                        | 48                 | modifier les données · modifier les données |
| Hennezel                      | 88238      | 88260       | Neufchâteau          | Darney                                        | CC Les Vosges Côté Sud-Ouest             | 32,13            | 387 (2022)                        | 12                 | modifier les données · modifier les données |
| Hergugney                     | 88239      | 88130       | Épinal               | Charmes                                       | CA d'Épinal                              | 5,46             | 130 (2022)                        | 24                 | modifier les données · modifier les données |
| Herpelmont                    | 88240      | 88600       | Saint-Dié-des-Vosges | Bruyères                                      | CC Bruyères - Vallons des Vosges         | 5,58             | 268 (2022)                        | 48                 | modifier les données · modifier les données |
| Houécourt                     | 88241      | 88170       | Neufchâteau          | Mirecourt                                     | CC Terre d'Eau                           | 9,91             | 424 (2022)                        | 43                 | modifier les données · modifier les données |
| Houéville                     | 88242      | 88300       | Neufchâteau          | Neufchâteau                                   | CC de l'Ouest Vosgien                    | 3,21             | 43 (2022)                         | 13                 | modifier les données · modifier les données |
| Housseras                     | 88243      | 88700       | Épinal               | Saint-Dié-des-Vosges-1                        | CC de la Région de Rambervillers         | 19,61            | 489 (2022)                        | 25                 | modifier les données · modifier les données |
| La Houssière                  | 88244      | 88430       | Saint-Dié-des-Vosges | Gérardmer                                     | CA de Saint-Dié-des-Vosges               | 19,54            | 509 (2022)                        | 26                 | modifier les données · modifier les données |
| Hurbache                      | 88245      | 88210       | Saint-Dié-des-Vosges | Raon-l'Étape                                  | CA de Saint-Dié-des-Vosges               | 9,93             | 291 (2022)                        | 29                 | modifier les données · modifier les données |
| Hymont                        | 88246      | 88500       | Neufchâteau          | Mirecourt                                     | CC de Mirecourt Dompaire                 | 4,17             | 488 (2022)                        | 117                | modifier les données · modifier les données |
| Igney                         | 88247      | 88150       | Épinal               | Golbey                                        | CA d'Épinal                              | 7,66             | 1 143 (2022)                      | 149                | modifier les données · modifier les données |
| Isches                        | 88248      | 88320       | Neufchâteau          | Darney                                        | CC Les Vosges Côté Sud-Ouest             | 13,60            | 172 (2022)                        | 13                 | modifier les données · modifier les données |
| Jainvillotte                  | 88249      | 88300       | Neufchâteau          | Neufchâteau                                   | CC de l'Ouest Vosgien                    | 7,44             | 72 (2022)                         | 9,7                | modifier les données · modifier les données |
| Jarménil                      | 88250      | 88550       | Épinal               | Remiremont                                    | CA d'Épinal                              | 5,10             | 437 (2022)                        | 86                 | modifier les données · modifier les données |
| Jeanménil                     | 88251      | 88700       | Épinal               | Saint-Dié-des-Vosges-1                        | CC de la Région de Rambervillers         | 18,24            | 1 108 (2022)                      | 61                 | modifier les données · modifier les données |
| Jésonville                    | 88252      | 88260       | Neufchâteau          | Darney                                        | CC Les Vosges Côté Sud-Ouest             | 6,96             | 151 (2022)                        | 22                 | modifier les données · modifier les données |
| Jeuxey                        | 88253      | 88000       | Épinal               | Épinal-2                                      | CA d'Épinal                              | 8,49             | 663 (2022)                        | 78                 | modifier les données · modifier les données |
| Jorxey                        | 88254      | 88500       | Neufchâteau          | Charmes                                       | CC de Mirecourt Dompaire                 | 5,40             | 81 (2022)                         | 15                 | modifier les données · modifier les données |
| Jubainville                   | 88255      | 88630       | Neufchâteau          | Neufchâteau                                   | CC de l'Ouest Vosgien                    | 4,33             | 89 (2022)                         | 21                 | modifier les données · modifier les données |
| Jussarupt                     | 88256      | 88640       | Saint-Dié-des-Vosges | Bruyères                                      | CC Bruyères - Vallons des Vosges         | 6,57             | 260 (2022)                        | 40                 | modifier les données · modifier les données |
| Juvaincourt                   | 88257      | 88500       | Neufchâteau          | Mirecourt                                     | CC de Mirecourt Dompaire                 | 8,82             | 183 (2022)                        | 21                 | modifier les données · modifier les données |
| Lamarche                      | 88258      | 88320       | Neufchâteau          | Darney                                        | CC Les Vosges Côté Sud-Ouest             | 33,69            | 814 (2022)                        | 24                 | modifier les données · modifier les données |
| Landaville                    | 88259      | 88300       | Neufchâteau          | Neufchâteau                                   | CC de l'Ouest Vosgien                    | 13,06            | 291 (2022)                        | 22                 | modifier les données · modifier les données |
| Langley                       | 88260      | 88130       | Épinal               | Charmes                                       | CA d'Épinal                              | 2,73             | 144 (2022)                        | 53                 | modifier les données · modifier les données |
| Laval-sur-Vologne             | 88261      | 88600       | Saint-Dié-des-Vosges | Bruyères                                      | CC Bruyères - Vallons des Vosges         | 3,58             | 630 (2022)                        | 176                | modifier les données · modifier les données |
| Laveline-devant-Bruyères      | 88262      | 88600       | Saint-Dié-des-Vosges | Bruyères                                      | CC Bruyères - Vallons des Vosges         | 3,10             | 578 (2022)                        | 186                | modifier les données · modifier les données |
| Laveline-du-Houx              | 88263      | 88640       | Saint-Dié-des-Vosges | Bruyères                                      | CC Bruyères - Vallons des Vosges         | 8,21             | 207 (2022)                        | 25                 | modifier les données · modifier les données |
| Légéville-et-Bonfays          | 88264      | 88270       | Neufchâteau          | Darney                                        | CC de Mirecourt Dompaire                 | 5,21             | 63 (2022)                         | 12                 | modifier les données · modifier les données |
| Lemmecourt                    | 88265      | 88300       | Neufchâteau          | Neufchâteau                                   | CC de l'Ouest Vosgien                    | 1,78             | 24 (2022)                         | 13                 | modifier les données · modifier les données |
| Lépanges-sur-Vologne          | 88266      | 88600       | Saint-Dié-des-Vosges | Bruyères                                      | CC Bruyères - Vallons des Vosges         | 7,57             | 838 (2022)                        | 111                | modifier les données · modifier les données |
| Lerrain                       | 88267      | 88260       | Neufchâteau          | Darney                                        | CC Les Vosges Côté Sud-Ouest             | 12,65            | 456 (2022)                        | 36                 | modifier les données · modifier les données |
| Lesseux                       | 88268      | 88490       | Saint-Dié-des-Vosges | Saint-Dié-des-Vosges-2                        | CA de Saint-Dié-des-Vosges               | 2,94             | 138 (2022)                        | 47                 | modifier les données · modifier les données |
| Liézey                        | 88269      | 88400       | Saint-Dié-des-Vosges | Gérardmer                                     | CC Gérardmer Hautes Vosges               | 13,27            | 301 (2022)                        | 23                 | modifier les données · modifier les données |
| Liffol-le-Grand               | 88270      | 88350       | Neufchâteau          | Neufchâteau                                   | CC de l'Ouest Vosgien                    | 33,91            | 2 108 (2022)                      | 62                 | modifier les données · modifier les données |
| Lignéville                    | 88271      | 88800       | Neufchâteau          | Vittel                                        | CC Les Vosges Côté Sud-Ouest             | 12,53            | 300 (2022)                        | 24                 | modifier les données · modifier les données |
| Lironcourt                    | 88272      | 88410       | Neufchâteau          | Darney                                        | CC Les Vosges Côté Sud-Ouest             | 4,84             | 71 (2022)                         | 15                 | modifier les données · modifier les données |
| Longchamp                     | 88273      | 88000       | Épinal               | Épinal-2                                      | CA d'Épinal                              | 10,26            | 460 (2022)                        | 45                 | modifier les données · modifier les données |
| Longchamp-sous-Châtenois      | 88274      | 88170       | Neufchâteau          | Mirecourt                                     | CC de l'Ouest Vosgien                    | 4,85             | 81 (2022)                         | 17                 | modifier les données · modifier les données |
| Lubine                        | 88275      | 88490       | Saint-Dié-des-Vosges | Saint-Dié-des-Vosges-2                        | CA de Saint-Dié-des-Vosges               | 14,85            | 245 (2022)                        | 16                 | modifier les données · modifier les données |
| Lusse                         | 88276      | 88490       | Saint-Dié-des-Vosges | Saint-Dié-des-Vosges-2                        | CA de Saint-Dié-des-Vosges               | 19,49            | 361 (2022)                        | 19                 | modifier les données · modifier les données |
| Luvigny                       | 88277      | 88110       | Saint-Dié-des-Vosges | Raon-l'Étape                                  | CA de Saint-Dié-des-Vosges               | 3,94             | 117 (2022)                        | 30                 | modifier les données · modifier les données |
| Maconcourt                    | 88278      | 88170       | Neufchâteau          | Mirecourt                                     | CC de l'Ouest Vosgien                    | 4,90             | 67 (2022)                         | 14                 | modifier les données · modifier les données |
| Madecourt                     | 88279      | 88270       | Neufchâteau          | Mirecourt                                     | CC de Mirecourt Dompaire                 | 4,49             | 50 (2022)                         | 11                 | modifier les données · modifier les données |
| Madegney                      | 88280      | 88450       | Neufchâteau          | Charmes                                       | CC de Mirecourt Dompaire                 | 3,05             | 126 (2022)                        | 41                 | modifier les données · modifier les données |
| Madonne-et-Lamerey            | 88281      | 88270       | Neufchâteau          | Darney                                        | CC de Mirecourt Dompaire                 | 7,02             | 407 (2022)                        | 58                 | modifier les données · modifier les données |
| Malaincourt                   | 88283      | 88140       | Neufchâteau          | Vittel                                        | CC Terre d'Eau                           | 6,05             | 80 (2022)                         | 13                 | modifier les données · modifier les données |
| Mandray                       | 88284      | 88650       | Saint-Dié-des-Vosges | Saint-Dié-des-Vosges-2                        | CA de Saint-Dié-des-Vosges               | 12,36            | 590 (2022)                        | 48                 | modifier les données · modifier les données |
| Mandres-sur-Vair              | 88285      | 88800       | Neufchâteau          | Vittel                                        | CC Terre d'Eau                           | 11,93            | 438 (2022)                        | 37                 | modifier les données · modifier les données |
| Marainville-sur-Madon         | 88286      | 88130       | Neufchâteau          | Charmes                                       | CC de Mirecourt Dompaire                 | 4,88             | 98 (2022)                         | 20                 | modifier les données · modifier les données |
| Marey                         | 88287      | 88320       | Neufchâteau          | Darney                                        | CC Les Vosges Côté Sud-Ouest             | 7,90             | 71 (2022)                         | 9,0                | modifier les données · modifier les données |
| Maroncourt                    | 88288      | 88270       | Neufchâteau          | Darney                                        | CC de Mirecourt Dompaire                 | 2,24             | 5 (2022)                          | 2,2                | modifier les données · modifier les données |
| Martigny-les-Bains            | 88289      | 88320       | Neufchâteau          | Darney                                        | CC Les Vosges Côté Sud-Ouest             | 29,22            | 793 (2022)                        | 27                 | modifier les données · modifier les données |
| Martigny-les-Gerbonvaux       | 88290      | 88300       | Neufchâteau          | Neufchâteau                                   | CC de l'Ouest Vosgien                    | 9,04             | 116 (2022)                        | 13                 | modifier les données · modifier les données |
| Martinvelle                   | 88291      | 88410       | Neufchâteau          | Darney                                        | CC Les Vosges Côté Sud-Ouest             | 24,73            | 126 (2022)                        | 5,1                | modifier les données · modifier les données |
| Mattaincourt                  | 88292      | 88500       | Neufchâteau          | Mirecourt                                     | CC de Mirecourt Dompaire                 | 5,95             | 801 (2022)                        | 135                | modifier les données · modifier les données |
| Maxey-sur-Meuse               | 88293      | 88630       | Neufchâteau          | Neufchâteau                                   | CC de l'Ouest Vosgien                    | 10,77            | 216 (2022)                        | 20                 | modifier les données · modifier les données |
| Mazeley                       | 88294      | 88150       | Épinal               | Golbey                                        | CA d'Épinal                              | 10,39            | 267 (2022)                        | 26                 | modifier les données · modifier les données |
| Mazirot                       | 88295      | 88500       | Neufchâteau          | Mirecourt                                     | CC de Mirecourt Dompaire                 | 6,55             | 237 (2022)                        | 36                 | modifier les données · modifier les données |
| Médonville                    | 88296      | 88140       | Neufchâteau          | Vittel                                        | CC Terre d'Eau                           | 7,27             | 54 (2022)                         | 7,4                | modifier les données · modifier les données |
| Méménil                       | 88297      | 88600       | Saint-Dié-des-Vosges | Bruyères                                      | CC Bruyères - Vallons des Vosges         | 9,15             | 175 (2022)                        | 19                 | modifier les données · modifier les données |
| Ménarmont                     | 88298      | 88700       | Épinal               | Raon-l'Étape                                  | CC de la Région de Rambervillers         | 5,24             | 60 (2022)                         | 11                 | modifier les données · modifier les données |
| Le Ménil                      | 88302      | 88160       | Épinal               | Le Thillot                                    | CC des Ballons des Hautes-Vosges         | 20,38            | 984 (2022)                        | 48                 | modifier les données · modifier les données |
| Ménil-de-Senones              | 88300      | 88210       | Saint-Dié-des-Vosges | Raon-l'Étape                                  | CA de Saint-Dié-des-Vosges               | 7,22             | 122 (2022)                        | 17                 | modifier les données · modifier les données |
| Ménil-en-Xaintois             | 88299      | 88500       | Neufchâteau          | Mirecourt                                     | CC de l'Ouest Vosgien                    | 4,23             | 168 (2022)                        | 40                 | modifier les données · modifier les données |
| Ménil-sur-Belvitte            | 88301      | 88700       | Épinal               | Raon-l'Étape                                  | CC de la Région de Rambervillers         | 8,60             | 289 (2022)                        | 34                 | modifier les données · modifier les données |
| Midrevaux                     | 88303      | 88630       | Neufchâteau          | Neufchâteau                                   | CC de l'Ouest Vosgien                    | 14,29            | 177 (2022)                        | 12                 | modifier les données · modifier les données |
| Mirecourt                     | 88304      | 88500       | Neufchâteau          | Mirecourt                                     | CC de Mirecourt Dompaire                 | 12,12            | 4 746 (2022)                      | 392                | modifier les données · modifier les données |
| Moncel-sur-Vair               | 88305      | 88630       | Neufchâteau          | Neufchâteau                                   | CC de l'Ouest Vosgien                    | 7,30             | 180 (2022)                        | 25                 | modifier les données · modifier les données |
| Le Mont                       | 88306      | 88210       | Saint-Dié-des-Vosges | Raon-l'Étape                                  | CA de Saint-Dié-des-Vosges               | 4,01             | 52 (2022)                         | 13                 | modifier les données · modifier les données |
| Mont-lès-Lamarche             | 88307      | 88320       | Neufchâteau          | Darney                                        | CC Les Vosges Côté Sud-Ouest             | 7,10             | 94 (2022)                         | 13                 | modifier les données · modifier les données |
| Mont-lès-Neufchâteau          | 88308      | 88300       | Neufchâteau          | Neufchâteau                                   | CC de l'Ouest Vosgien                    | 11,51            | 279 (2022)                        | 24                 | modifier les données · modifier les données |
| Monthureux-le-Sec             | 88309      | 88800       | Neufchâteau          | Vittel                                        | CC Terre d'Eau                           | 11,36            | 174 (2022)                        | 15                 | modifier les données · modifier les données |
| Monthureux-sur-Saône          | 88310      | 88410       | Neufchâteau          | Darney                                        | CC Les Vosges Côté Sud-Ouest             | 19,02            | 870 (2022)                        | 46                 | modifier les données · modifier les données |
| Montmotier                    | 88311      | 88240       | Épinal               | Le Val-d'Ajol                                 | CA d'Épinal                              | 4,24             | 34 (2022)                         | 8,0                | modifier les données · modifier les données |
| Morelmaison                   | 88312      | 88170       | Neufchâteau          | Mirecourt                                     | CC de l'Ouest Vosgien                    | 5,48             | 192 (2022)                        | 35                 | modifier les données · modifier les données |
| Moriville                     | 88313      | 88330       | Épinal               | Charmes                                       | CA d'Épinal                              | 25,05            | 436 (2022)                        | 17                 | modifier les données · modifier les données |
| Morizécourt                   | 88314      | 88320       | Neufchâteau          | Darney                                        | CC Les Vosges Côté Sud-Ouest             | 10,68            | 94 (2022)                         | 8,8                | modifier les données · modifier les données |
| Mortagne                      | 88315      | 88600       | Saint-Dié-des-Vosges | Bruyères                                      | CA de Saint-Dié-des-Vosges               | 22,20            | 188 (2022)                        | 8,5                | modifier les données · modifier les données |
| Morville                      | 88316      | 88140       | Neufchâteau          | Vittel                                        | CC Terre d'Eau                           | 3,41             | 42 (2022)                         | 12                 | modifier les données · modifier les données |
| Moussey                       | 88317      | 88210       | Saint-Dié-des-Vosges | Raon-l'Étape                                  | CA de Saint-Dié-des-Vosges               | 29,20            | 549 (2022)                        | 19                 | modifier les données · modifier les données |
| Moyemont                      | 88318      | 88700       | Épinal               | Charmes                                       | CC de la Région de Rambervillers         | 12,30            | 221 (2022)                        | 18                 | modifier les données · modifier les données |
| Moyenmoutier                  | 88319      | 88420       | Saint-Dié-des-Vosges | Raon-l'Étape                                  | CA de Saint-Dié-des-Vosges               | 34,21            | 3 003 (2022)                      | 88                 | modifier les données · modifier les données |
| Nayemont-les-Fosses           | 88320      | 88100       | Saint-Dié-des-Vosges | Saint-Dié-des-Vosges-2                        | CA de Saint-Dié-des-Vosges               | 8,91             | 776 (2022)                        | 87                 | modifier les données · modifier les données |
| Neufchâteau                   | 88321      | 88300       | Neufchâteau          | Neufchâteau                                   | CC de l'Ouest Vosgien                    | 31,94            | 6 813 (2022)                      | 213                | modifier les données · modifier les données |
| La Neuveville-devant-Lépanges | 88322      | 88600       | Saint-Dié-des-Vosges | Bruyères                                      | CC Bruyères - Vallons des Vosges         | 8,77             | 502 (2022)                        | 57                 | modifier les données · modifier les données |
| La Neuveville-sous-Châtenois  | 88324      | 88170       | Neufchâteau          | Mirecourt                                     | CC de l'Ouest Vosgien                    | 7,41             | 368 (2022)                        | 50                 | modifier les données · modifier les données |
| La Neuveville-sous-Montfort   | 88325      | 88800       | Neufchâteau          | Vittel                                        | CC Terre d'Eau                           | 10,21            | 182 (2022)                        | 18                 | modifier les données · modifier les données |
| Neuvillers-sur-Fave           | 88326      | 88100       | Saint-Dié-des-Vosges | Saint-Dié-des-Vosges-2                        | CA de Saint-Dié-des-Vosges               | 5,12             | 357 (2022)                        | 70                 | modifier les données · modifier les données |
| Nomexy                        | 88327      | 88440       | Épinal               | Charmes                                       | CA d'Épinal                              | 7,95             | 1 927 (2022)                      | 242                | modifier les données · modifier les données |
| Nompatelize                   | 88328      | 88470       | Saint-Dié-des-Vosges | Raon-l'Étape                                  | CA de Saint-Dié-des-Vosges               | 6,91             | 535 (2022)                        | 77                 | modifier les données · modifier les données |
| Nonville                      | 88330      | 88260       | Neufchâteau          | Darney                                        | CC Les Vosges Côté Sud-Ouest             | 8,91             | 188 (2022)                        | 21                 | modifier les données · modifier les données |
| Nonzeville                    | 88331      | 88600       | Saint-Dié-des-Vosges | Bruyères                                      | CC Bruyères - Vallons des Vosges         | 1,62             | 55 (2022)                         | 34                 | modifier les données · modifier les données |
| Norroy                        | 88332      | 88800       | Neufchâteau          | Vittel                                        | CC Terre d'Eau                           | 7,22             | 208 (2022)                        | 29                 | modifier les données · modifier les données |
| Nossoncourt                   | 88333      | 88700       | Épinal               | Raon-l'Étape                                  | CC de la Région de Rambervillers         | 5,34             | 125 (2022)                        | 23                 | modifier les données · modifier les données |
| Oëlleville                    | 88334      | 88500       | Neufchâteau          | Mirecourt                                     | CC de Mirecourt Dompaire                 | 10,08            | 269 (2022)                        | 27                 | modifier les données · modifier les données |
| Offroicourt                   | 88335      | 88500       | Neufchâteau          | Vittel                                        | CC Terre d'Eau                           | 9,33             | 150 (2022)                        | 16                 | modifier les données · modifier les données |
| Ollainville                   | 88336      | 88170       | Neufchâteau          | Mirecourt                                     | CC de l'Ouest Vosgien                    | 6,31             | 74 (2022)                         | 12                 | modifier les données · modifier les données |
| Ortoncourt                    | 88338      | 88700       | Épinal               | Charmes                                       | CC de la Région de Rambervillers         | 4,39             | 87 (2022)                         | 20                 | modifier les données · modifier les données |
| Padoux                        | 88340      | 88700       | Épinal               | Bruyères                                      | CA d'Épinal                              | 19,35            | 492 (2022)                        | 25                 | modifier les données · modifier les données |
| Pair-et-Grandrupt             | 88341      | 88100       | Saint-Dié-des-Vosges | Saint-Dié-des-Vosges-2                        | CA de Saint-Dié-des-Vosges               | 4,58             | 491 (2022)                        | 107                | modifier les données · modifier les données |
| Pallegney                     | 88342      | 88330       | Épinal               | Bruyères                                      | CA d'Épinal                              | 5,93             | 172 (2022)                        | 29                 | modifier les données · modifier les données |
| Parey-sous-Montfort           | 88343      | 88800       | Neufchâteau          | Vittel                                        | CC Terre d'Eau                           | 7,04             | 172 (2022)                        | 24                 | modifier les données · modifier les données |
| Pargny-sous-Mureau            | 88344      | 88350       | Neufchâteau          | Neufchâteau                                   | CC de l'Ouest Vosgien                    | 17,97            | 184 (2022)                        | 10                 | modifier les données · modifier les données |
| La Petite-Fosse               | 88345      | 88490       | Saint-Dié-des-Vosges | Saint-Dié-des-Vosges-2                        | CA de Saint-Dié-des-Vosges               | 5,04             | 84 (2022)                         | 17                 | modifier les données · modifier les données |
| La Petite-Raon                | 88346      | 88210       | Saint-Dié-des-Vosges | Raon-l'Étape                                  | CA de Saint-Dié-des-Vosges               | 9,09             | 737 (2022)                        | 81                 | modifier les données · modifier les données |
| Pierrefitte                   | 88347      | 88270       | Neufchâteau          | Darney                                        | CC de Mirecourt Dompaire                 | 8,78             | 126 (2022)                        | 14                 | modifier les données · modifier les données |
| Pierrepont-sur-l'Arentèle     | 88348      | 88600       | Saint-Dié-des-Vosges | Bruyères                                      | CC Bruyères - Vallons des Vosges         | 6,23             | 143 (2022)                        | 23                 | modifier les données · modifier les données |
| Plainfaing                    | 88349      | 88230       | Saint-Dié-des-Vosges | Gérardmer                                     | CA de Saint-Dié-des-Vosges               | 38,56            | 1 592 (2022)                      | 41                 | modifier les données · modifier les données |
| Pleuvezain                    | 88350      | 88170       | Neufchâteau          | Mirecourt                                     | CC de l'Ouest Vosgien                    | 3,80             | 72 (2022)                         | 19                 | modifier les données · modifier les données |
| Plombières-les-Bains          | 88351      | 88370       | Épinal               | Le Val-d'Ajol                                 | CC de la Porte des Vosges Méridionales   | 27,20            | 1 571 (2022)                      | 58                 | modifier les données · modifier les données |
| Pompierre                     | 88352      | 88300       | Neufchâteau          | Neufchâteau                                   | CC de l'Ouest Vosgien                    | 12,42            | 191 (2022)                        | 15                 | modifier les données · modifier les données |
| Pont-lès-Bonfays              | 88353      | 88260       | Neufchâteau          | Darney                                        | CC Les Vosges Côté Sud-Ouest             | 4,47             | 102 (2022)                        | 23                 | modifier les données · modifier les données |
| Pont-sur-Madon                | 88354      | 88500       | Neufchâteau          | Charmes                                       | CC de Mirecourt Dompaire                 | 3,42             | 181 (2022)                        | 53                 | modifier les données · modifier les données |
| Portieux                      | 88355      | 88330       | Épinal               | Charmes                                       | CA d'Épinal                              | 7,90             | 1 215 (2022)                      | 154                | modifier les données · modifier les données |
| Les Poulières                 | 88356      | 88600       | Saint-Dié-des-Vosges | Bruyères                                      | CA de Saint-Dié-des-Vosges               | 2,98             | 302 (2022)                        | 101                | modifier les données · modifier les données |
| Poussay                       | 88357      | 88500       | Neufchâteau          | Mirecourt                                     | CC de Mirecourt Dompaire                 | 8,69             | 660 (2022)                        | 76                 | modifier les données · modifier les données |
| Pouxeux                       | 88358      | 88550       | Épinal               | Remiremont                                    | CA d'Épinal                              | 14,36            | 1 952 (2022)                      | 136                | modifier les données · modifier les données |
| Prey                          | 88359      | 88600       | Saint-Dié-des-Vosges | Bruyères                                      | CC Bruyères - Vallons des Vosges         | 2,13             | 89 (2022)                         | 42                 | modifier les données · modifier les données |
| Provenchères-et-Colroy        | 88361      | 88490       | Saint-Dié-des-Vosges | Saint-Dié-des-Vosges-2                        | CA de Saint-Dié-des-Vosges               | 19,13            | 1 299 (2022)                      | 68                 | modifier les données · modifier les données |
| Provenchères-lès-Darney       | 88360      | 88260       | Neufchâteau          | Darney                                        | CC Les Vosges Côté Sud-Ouest             | 9,07             | 144 (2022)                        | 16                 | modifier les données · modifier les données |
| Le Puid                       | 88362      | 88210       | Saint-Dié-des-Vosges | Raon-l'Étape                                  | CA de Saint-Dié-des-Vosges               | 5,41             | 118 (2022)                        | 22                 | modifier les données · modifier les données |
| Punerot                       | 88363      | 88630       | Neufchâteau          | Neufchâteau                                   | CC de l'Ouest Vosgien                    | 13,77            | 149 (2022)                        | 11                 | modifier les données · modifier les données |
| Puzieux                       | 88364      | 88500       | Neufchâteau          | Mirecourt                                     | CC de Mirecourt Dompaire                 | 5,42             | 145 (2022)                        | 27                 | modifier les données · modifier les données |
| Racécourt                     | 88365      | 88270       | Neufchâteau          | Darney                                        | CC de Mirecourt Dompaire                 | 7,23             | 146 (2022)                        | 20                 | modifier les données · modifier les données |
| Rainville                     | 88366      | 88170       | Neufchâteau          | Mirecourt                                     | CC de l'Ouest Vosgien                    | 8,61             | 274 (2022)                        | 32                 | modifier les données · modifier les données |
| Rambervillers                 | 88367      | 88700       | Épinal               | Saint-Dié-des-Vosges-1                        | CC de la Région de Rambervillers         | 20,64            | 5 032 (2022)                      | 244                | modifier les données · modifier les données |
| Ramecourt                     | 88368      | 88500       | Neufchâteau          | Mirecourt                                     | CC de Mirecourt Dompaire                 | 3,26             | 148 (2022)                        | 45                 | modifier les données · modifier les données |
| Ramonchamp                    | 88369      | 88160       | Épinal               | Le Thillot                                    | CC des Ballons des Hautes-Vosges         | 15,74            | 1 817 (2022)                      | 115                | modifier les données · modifier les données |
| Rancourt                      | 88370      | 88270       | Neufchâteau          | Vittel                                        | CC de Mirecourt Dompaire                 | 5,57             | 76 (2022)                         | 14                 | modifier les données · modifier les données |
| Raon-aux-Bois                 | 88371      | 88220       | Épinal               | Remiremont                                    | CA d'Épinal                              | 24,05            | 1 207 (2022)                      | 50                 | modifier les données · modifier les données |
| Raon-l'Étape                  | 88372      | 88110       | Saint-Dié-des-Vosges | Raon-l'Étape                                  | CA de Saint-Dié-des-Vosges               | 23,71            | 6 011 (2022)                      | 254                | modifier les données · modifier les données |
| Raon-sur-Plaine               | 88373      | 88110       | Saint-Dié-des-Vosges | Raon-l'Étape                                  | CA de Saint-Dié-des-Vosges               | 3,54             | 139 (2022)                        | 39                 | modifier les données · modifier les données |
| Rapey                         | 88374      | 88130       | Neufchâteau          | Charmes                                       | CC de Mirecourt Dompaire                 | 3,03             | 24 (2022)                         | 7,9                | modifier les données · modifier les données |
| Raves                         | 88375      | 88520       | Saint-Dié-des-Vosges | Saint-Dié-des-Vosges-2                        | CA de Saint-Dié-des-Vosges               | 4,02             | 480 (2022)                        | 119                | modifier les données · modifier les données |
| Rebeuville                    | 88376      | 88300       | Neufchâteau          | Neufchâteau                                   | CC de l'Ouest Vosgien                    | 8,72             | 295 (2022)                        | 34                 | modifier les données · modifier les données |
| Regnévelle                    | 88377      | 88410       | Neufchâteau          | Darney                                        | CC Les Vosges Côté Sud-Ouest             | 8,62             | 122 (2022)                        | 14                 | modifier les données · modifier les données |
| Regney                        | 88378      | 88450       | Neufchâteau          | Charmes                                       | CC de Mirecourt Dompaire                 | 3,90             | 103 (2022)                        | 26                 | modifier les données · modifier les données |
| Rehaincourt                   | 88379      | 88330       | Épinal               | Charmes                                       | CA d'Épinal                              | 15,22            | 361 (2022)                        | 24                 | modifier les données · modifier les données |
| Rehaupal                      | 88380      | 88640       | Saint-Dié-des-Vosges | Bruyères                                      | CC Gérardmer Hautes Vosges               | 4,72             | 208 (2022)                        | 44                 | modifier les données · modifier les données |
| Relanges                      | 88381      | 88260       | Neufchâteau          | Darney                                        | CC Les Vosges Côté Sud-Ouest             | 13,87            | 190 (2022)                        | 14                 | modifier les données · modifier les données |
| Remicourt                     | 88382      | 88500       | Neufchâteau          | Mirecourt                                     | CC de Mirecourt Dompaire                 | 4,22             | 63 (2022)                         | 15                 | modifier les données · modifier les données |
| Remiremont                    | 88383      | 88200       | Épinal               | Remiremont                                    | CC de la Porte des Vosges Méridionales   | 18,00            | 7 500 (2022)                      | 417                | modifier les données · modifier les données |
| Remomeix                      | 88386      | 88100       | Saint-Dié-des-Vosges | Saint-Dié-des-Vosges-2                        | CA de Saint-Dié-des-Vosges               | 4,73             | 435 (2022)                        | 92                 | modifier les données · modifier les données |
| Remoncourt                    | 88385      | 88800       | Neufchâteau          | Vittel                                        | CC Terre d'Eau                           | 14,52            | 568 (2022)                        | 39                 | modifier les données · modifier les données |
| Removille                     | 88387      | 88170       | Neufchâteau          | Mirecourt                                     | CC de l'Ouest Vosgien                    | 7,55             | 194 (2022)                        | 26                 | modifier les données · modifier les données |
| Renauvoid                     | 88388      | 88390       | Épinal               | Épinal-1                                      | CA d'Épinal                              | 9,36             | 120 (2022)                        | 13                 | modifier les données · modifier les données |
| Repel                         | 88389      | 88500       | Neufchâteau          | Mirecourt                                     | CC de Mirecourt Dompaire                 | 3,46             | 82 (2022)                         | 24                 | modifier les données · modifier les données |
| Robécourt                     | 88390      | 88320       | Neufchâteau          | Darney                                        | CC Les Vosges Côté Sud-Ouest             | 8,78             | 104 (2022)                        | 12                 | modifier les données · modifier les données |
| Rochesson                     | 88391      | 88120       | Épinal               | La Bresse                                     | CC des Hautes Vosges                     | 21,49            | 676 (2022)                        | 31                 | modifier les données · modifier les données |
| Romain-aux-Bois               | 88394      | 88320       | Neufchâteau          | Darney                                        | CC Les Vosges Côté Sud-Ouest             | 8,14             | 47 (2022)                         | 5,8                | modifier les données · modifier les données |
| Romont                        | 88395      | 88700       | Épinal               | Charmes                                       | CC de la Région de Rambervillers         | 19,26            | 362 (2022)                        | 19                 | modifier les données · modifier les données |
| Les Rouges-Eaux               | 88398      | 88600       | Saint-Dié-des-Vosges | Bruyères                                      | CA de Saint-Dié-des-Vosges               | 5,90             | 79 (2022)                         | 13                 | modifier les données · modifier les données |
| Le Roulier                    | 88399      | 88460       | Saint-Dié-des-Vosges | Bruyères                                      | CC Bruyères - Vallons des Vosges         | 5,67             | 210 (2022)                        | 37                 | modifier les données · modifier les données |
| Rouvres-en-Xaintois           | 88400      | 88500       | Neufchâteau          | Mirecourt                                     | CC de Mirecourt Dompaire                 | 11,19            | 262 (2022)                        | 23                 | modifier les données · modifier les données |
| Rouvres-la-Chétive            | 88401      | 88170       | Neufchâteau          | Neufchâteau                                   | CC de l'Ouest Vosgien                    | 11,33            | 459 (2022)                        | 41                 | modifier les données · modifier les données |
| Roville-aux-Chênes            | 88402      | 88700       | Épinal               | Raon-l'Étape                                  | CC de la Région de Rambervillers         | 8,59             | 369 (2022)                        | 43                 | modifier les données · modifier les données |
| Rozerotte                     | 88403      | 88500       | Neufchâteau          | Vittel                                        | CC Terre d'Eau                           | 6,46             | 185 (2022)                        | 29                 | modifier les données · modifier les données |
| Rozières-sur-Mouzon           | 88404      | 88320       | Neufchâteau          | Darney                                        | CC Les Vosges Côté Sud-Ouest             | 4,78             | 69 (2022)                         | 14                 | modifier les données · modifier les données |
| Rugney                        | 88406      | 88130       | Épinal               | Charmes                                       | CA d'Épinal                              | 5,73             | 131 (2022)                        | 23                 | modifier les données · modifier les données |
| Ruppes                        | 88407      | 88630       | Neufchâteau          | Neufchâteau                                   | CC de l'Ouest Vosgien                    | 7,44             | 144 (2022)                        | 19                 | modifier les données · modifier les données |
| Rupt-sur-Moselle              | 88408      | 88360       | Épinal               | Le Thillot                                    | CC des Ballons des Hautes-Vosges         | 45,55            | 3 458 (2022)                      | 76                 | modifier les données · modifier les données |
| Saint-Amé                     | 88409      | 88120       | Épinal               | Remiremont                                    | CC de la Porte des Vosges Méridionales   | 8,07             | 2 140 (2022)                      | 265                | modifier les données · modifier les données |
| Saint-Baslemont               | 88411      | 88260       | Neufchâteau          | Darney                                        | CC Les Vosges Côté Sud-Ouest             | 12,71            | 84 (2022)                         | 6,6                | modifier les données · modifier les données |
| Saint-Benoît-la-Chipotte      | 88412      | 88700       | Épinal               | Raon-l'Étape                                  | CC de la Région de Rambervillers         | 20,77            | 445 (2022)                        | 21                 | modifier les données · modifier les données |
| Saint-Dié-des-Vosges          | 88413      | 88100       | Saint-Dié-des-Vosges | Saint-Dié-des-Vosges-1 Saint-Dié-des-Vosges-2 | CA de Saint-Dié-des-Vosges               | 46,15            | 19 324 (2022)                     | 419                | modifier les données · modifier les données |
| Saint-Étienne-lès-Remiremont  | 88415      | 88200       | Épinal               | Remiremont                                    | CC de la Porte des Vosges Méridionales   | 33,81            | 3 814 (2022)                      | 113                | modifier les données · modifier les données |
| Saint-Genest                  | 88416      | 88700       | Épinal               | Charmes                                       | CC de la Région de Rambervillers         | 6,26             | 133 (2022)                        | 21                 | modifier les données · modifier les données |
| Saint-Gorgon                  | 88417      | 88700       | Épinal               | Saint-Dié-des-Vosges-1                        | CC de la Région de Rambervillers         | 5,77             | 366 (2022)                        | 63                 | modifier les données · modifier les données |
| Saint-Jean-d'Ormont           | 88419      | 88210       | Saint-Dié-des-Vosges | Raon-l'Étape                                  | CA de Saint-Dié-des-Vosges               | 5,29             | 128 (2022)                        | 24                 | modifier les données · modifier les données |
| Saint-Julien                  | 88421      | 88410       | Neufchâteau          | Darney                                        | CC Les Vosges Côté Sud-Ouest             | 14,11            | 103 (2022)                        | 7,3                | modifier les données · modifier les données |
| Saint-Léonard                 | 88423      | 88650       | Saint-Dié-des-Vosges | Saint-Dié-des-Vosges-2                        | CA de Saint-Dié-des-Vosges               | 14,57            | 1 379 (2022)                      | 95                 | modifier les données · modifier les données |
| Saint-Maurice-sur-Mortagne    | 88425      | 88700       | Épinal               | Charmes                                       | CC de la Région de Rambervillers         | 6,78             | 181 (2022)                        | 27                 | modifier les données · modifier les données |
| Saint-Maurice-sur-Moselle     | 88426      | 88560       | Épinal               | Le Thillot                                    | CC des Ballons des Hautes-Vosges         | 37,00            | 1 364 (2022)                      | 37                 | modifier les données · modifier les données |
| Saint-Menge                   | 88427      | 88170       | Neufchâteau          | Mirecourt                                     | CC de l'Ouest Vosgien                    | 6,67             | 117 (2022)                        | 18                 | modifier les données · modifier les données |
| Saint-Michel-sur-Meurthe      | 88428      | 88470       | Saint-Dié-des-Vosges | Saint-Dié-des-Vosges-1                        | CA de Saint-Dié-des-Vosges               | 15,54            | 1 794 (2022)                      | 115                | modifier les données · modifier les données |
| Saint-Nabord                  | 88429      | 88200       | Épinal               | Remiremont                                    | CC de la Porte des Vosges Méridionales   | 38,50            | 3 983 (2022)                      | 103                | modifier les données · modifier les données |
| Saint-Ouen-lès-Parey          | 88430      | 88140       | Neufchâteau          | Vittel                                        | CC Terre d'Eau                           | 21,09            | 495 (2022)                        | 23                 | modifier les données · modifier les données |
| Saint-Paul                    | 88431      | 88170       | Neufchâteau          | Mirecourt                                     | CC de l'Ouest Vosgien                    | 4,90             | 148 (2022)                        | 30                 | modifier les données · modifier les données |
| Saint-Pierremont              | 88432      | 88700       | Épinal               | Raon-l'Étape                                  | CC de la Région de Rambervillers         | 5,51             | 153 (2022)                        | 28                 | modifier les données · modifier les données |
| Saint-Prancher                | 88433      | 88500       | Neufchâteau          | Mirecourt                                     | CC de Mirecourt Dompaire                 | 4,41             | 67 (2022)                         | 15                 | modifier les données · modifier les données |
| Saint-Remimont                | 88434      | 88800       | Neufchâteau          | Vittel                                        | CC Terre d'Eau                           | 4,60             | 211 (2022)                        | 46                 | modifier les données · modifier les données |
| Saint-Remy                    | 88435      | 88480       | Saint-Dié-des-Vosges | Raon-l'Étape                                  | CA de Saint-Dié-des-Vosges               | 12,25            | 519 (2022)                        | 42                 | modifier les données · modifier les données |
| Saint-Stail                   | 88436      | 88210       | Saint-Dié-des-Vosges | Raon-l'Étape                                  | CA de Saint-Dié-des-Vosges               | 6,21             | 72 (2022)                         | 12                 | modifier les données · modifier les données |
| Saint-Vallier                 | 88437      | 88270       | Neufchâteau          | Charmes                                       | CC de Mirecourt Dompaire                 | 4,44             | 100 (2022)                        | 23                 | modifier les données · modifier les données |
| Sainte-Barbe                  | 88410      | 88700       | Épinal               | Raon-l'Étape                                  | CC de la Région de Rambervillers         | 30,38            | 268 (2022)                        | 8,8                | modifier les données · modifier les données |
| Sainte-Hélène                 | 88418      | 88700       | Épinal               | Bruyères                                      | CC de la Région de Rambervillers         | 17,05            | 445 (2022)                        | 26                 | modifier les données · modifier les données |
| Sainte-Marguerite             | 88424      | 88100       | Saint-Dié-des-Vosges | Saint-Dié-des-Vosges-2                        | CA de Saint-Dié-des-Vosges               | 5,55             | 2 253 (2022)                      | 406                | modifier les données · modifier les données |
| La Salle                      | 88438      | 88470       | Saint-Dié-des-Vosges | Saint-Dié-des-Vosges-1                        | CA de Saint-Dié-des-Vosges               | 4,71             | 398 (2022)                        | 85                 | modifier les données · modifier les données |
| Sanchey                       | 88439      | 88390       | Épinal               | Épinal-1                                      | CA d'Épinal                              | 5,51             | 953 (2022)                        | 173                | modifier les données · modifier les données |
| Sandaucourt                   | 88440      | 88170       | Neufchâteau          | Mirecourt                                     | CC Terre d'Eau                           | 10,78            | 174 (2022)                        | 16                 | modifier les données · modifier les données |
| Sans-Vallois                  | 88441      | 88260       | Neufchâteau          | Darney                                        | CC Les Vosges Côté Sud-Ouest             | 4,43             | 129 (2022)                        | 29                 | modifier les données · modifier les données |
| Sapois                        | 88442      | 88120       | Épinal               | La Bresse                                     | CC des Hautes Vosges                     | 16,89            | 629 (2022)                        | 37                 | modifier les données · modifier les données |
| Sartes                        | 88443      | 88300       | Neufchâteau          | Neufchâteau                                   | CC de l'Ouest Vosgien                    | 6,86             | 90 (2022)                         | 13                 | modifier les données · modifier les données |
| Le Saulcy                     | 88444      | 88210       | Saint-Dié-des-Vosges | Raon-l'Étape                                  | CA de Saint-Dié-des-Vosges               | 9,83             | 297 (2022)                        | 30                 | modifier les données · modifier les données |
| Saulcy-sur-Meurthe            | 88445      | 88580       | Saint-Dié-des-Vosges | Saint-Dié-des-Vosges-2                        | CA de Saint-Dié-des-Vosges               | 16,37            | 2 319 (2022)                      | 142                | modifier les données · modifier les données |
| Saulxures-lès-Bulgnéville     | 88446      | 88140       | Neufchâteau          | Vittel                                        | CC Terre d'Eau                           | 9,54             | 231 (2022)                        | 24                 | modifier les données · modifier les données |
| Saulxures-sur-Moselotte       | 88447      | 88290       | Épinal               | La Bresse                                     | CC des Hautes Vosges                     | 31,87            | 2 537 (2022)                      | 80                 | modifier les données · modifier les données |
| Sauville                      | 88448      | 88140       | Neufchâteau          | Vittel                                        | CC Terre d'Eau                           | 14,38            | 169 (2022)                        | 12                 | modifier les données · modifier les données |
| Savigny                       | 88449      | 88130       | Épinal               | Charmes                                       | CA d'Épinal                              | 6,17             | 203 (2022)                        | 33                 | modifier les données · modifier les données |
| Senaide                       | 88450      | 88320       | Neufchâteau          | Darney                                        | CC Les Vosges Côté Sud-Ouest             | 12,17            | 183 (2022)                        | 15                 | modifier les données · modifier les données |
| Senones                       | 88451      | 88210       | Saint-Dié-des-Vosges | Raon-l'Étape                                  | CA de Saint-Dié-des-Vosges               | 18,73            | 2 334 (2022)                      | 125                | modifier les données · modifier les données |
| Senonges                      | 88452      | 88260       | Neufchâteau          | Darney                                        | CC Les Vosges Côté Sud-Ouest             | 5,84             | 133 (2022)                        | 23                 | modifier les données · modifier les données |
| Seraumont                     | 88453      | 88630       | Neufchâteau          | Neufchâteau                                   | CC de l'Ouest Vosgien                    | 10,29            | 31 (2022)                         | 3,0                | modifier les données · modifier les données |
| Sercœur                       | 88454      | 88600       | Épinal               | Bruyères                                      | CA d'Épinal                              | 9,18             | 224 (2022)                        | 24                 | modifier les données · modifier les données |
| Serécourt                     | 88455      | 88320       | Neufchâteau          | Darney                                        | CC Les Vosges Côté Sud-Ouest             | 13,70            | 100 (2022)                        | 7,3                | modifier les données · modifier les données |
| Serocourt                     | 88456      | 88320       | Neufchâteau          | Darney                                        | CC Les Vosges Côté Sud-Ouest             | 11,05            | 83 (2022)                         | 7,5                | modifier les données · modifier les données |
| Sionne                        | 88457      | 88630       | Neufchâteau          | Neufchâteau                                   | CC de l'Ouest Vosgien                    | 11,79            | 141 (2022)                        | 12                 | modifier les données · modifier les données |
| Socourt                       | 88458      | 88130       | Épinal               | Charmes                                       | CA d'Épinal                              | 3,85             | 282 (2022)                        | 73                 | modifier les données · modifier les données |
| Soncourt                      | 88459      | 88170       | Neufchâteau          | Mirecourt                                     | CC de l'Ouest Vosgien                    | 3,91             | 43 (2022)                         | 11                 | modifier les données · modifier les données |
| Soulosse-sous-Saint-Élophe    | 88460      | 88630       | Neufchâteau          | Neufchâteau                                   | CC de l'Ouest Vosgien                    | 19,32            | 653 (2022)                        | 34                 | modifier les données · modifier les données |
| Suriauville                   | 88461      | 88140       | Neufchâteau          | Vittel                                        | CC Terre d'Eau                           | 13,44            | 200 (2022)                        | 15                 | modifier les données · modifier les données |
| Le Syndicat                   | 88462      | 88120       | Épinal               | La Bresse                                     | CC des Hautes Vosges                     | 18,29            | 1 859 (2022)                      | 102                | modifier les données · modifier les données |
| Taintrux                      | 88463      | 88100       | Saint-Dié-des-Vosges | Saint-Dié-des-Vosges-1                        | CA de Saint-Dié-des-Vosges               | 31,69            | 1 450 (2022)                      | 46                 | modifier les données · modifier les données |
| Tendon                        | 88464      | 88460       | Épinal               | La Bresse                                     | CC des Hautes Vosges                     | 21,85            | 504 (2022)                        | 23                 | modifier les données · modifier les données |
| Thaon-les-Vosges              | 88465      | 88150       | Épinal               | Golbey                                        | CA d'Épinal                              | 28,37            | 8 433 (2022)                      | 297                | modifier les données · modifier les données |
| They-sous-Montfort            | 88466      | 88800       | Neufchâteau          | Vittel                                        | CC Terre d'Eau                           | 10,21            | 123 (2022)                        | 12                 | modifier les données · modifier les données |
| Thiéfosse                     | 88467      | 88290       | Épinal               | La Bresse                                     | CC des Hautes Vosges                     | 7,62             | 583 (2022)                        | 77                 | modifier les données · modifier les données |
| Le Thillot                    | 88468      | 88160       | Épinal               | Le Thillot                                    | CC des Ballons des Hautes-Vosges         | 15,14            | 3 198 (2022)                      | 211                | modifier les données · modifier les données |
| Thiraucourt                   | 88469      | 88500       | Neufchâteau          | Mirecourt                                     | CC de Mirecourt Dompaire                 | 3,02             | 100 (2022)                        | 33                 | modifier les données · modifier les données |
| Le Tholy                      | 88470      | 88530       | Saint-Dié-des-Vosges | La Bresse                                     | CC Gérardmer Hautes Vosges               | 30,76            | 1 495 (2022)                      | 49                 | modifier les données · modifier les données |
| Les Thons                     | 88471      | 88410       | Neufchâteau          | Darney                                        | CC Les Vosges Côté Sud-Ouest             | 10,09            | 97 (2022)                         | 9,6                | modifier les données · modifier les données |
| Thuillières                   | 88472      | 88260       | Neufchâteau          | Vittel                                        | CC Terre d'Eau                           | 7,62             | 111 (2022)                        | 15                 | modifier les données · modifier les données |
| Tignécourt                    | 88473      | 88320       | Neufchâteau          | Darney                                        | CC Les Vosges Côté Sud-Ouest             | 18,97            | 82 (2022)                         | 4,3                | modifier les données · modifier les données |
| Tilleux                       | 88474      | 88300       | Neufchâteau          | Neufchâteau                                   | CC de l'Ouest Vosgien                    | 3,88             | 71 (2022)                         | 18                 | modifier les données · modifier les données |
| Tollaincourt                  | 88475      | 88320       | Neufchâteau          | Darney                                        | CC Les Vosges Côté Sud-Ouest             | 14,13            | 117 (2022)                        | 8,3                | modifier les données · modifier les données |
| Totainville                   | 88476      | 88500       | Neufchâteau          | Mirecourt                                     | CC de Mirecourt Dompaire                 | 5,00             | 114 (2022)                        | 23                 | modifier les données · modifier les données |
| Trampot                       | 88477      | 88350       | Neufchâteau          | Neufchâteau                                   | CC de l'Ouest Vosgien                    | 13,14            | 101 (2022)                        | 7,7                | modifier les données · modifier les données |
| Tranqueville-Graux            | 88478      | 88300       | Neufchâteau          | Neufchâteau                                   | CC de l'Ouest Vosgien                    | 14,94            | 89 (2022)                         | 6,0                | modifier les données · modifier les données |
| Trémonzey                     | 88479      | 88240       | Épinal               | Le Val-d'Ajol                                 | CA d'Épinal                              | 9,07             | 235 (2022)                        | 26                 | modifier les données · modifier les données |
| Ubexy                         | 88480      | 88130       | Épinal               | Charmes                                       | CA d'Épinal                              | 5,01             | 169 (2022)                        | 34                 | modifier les données · modifier les données |
| Uriménil                      | 88481      | 88220       | Épinal               | Le Val-d'Ajol                                 | CA d'Épinal                              | 15,62            | 1 326 (2022)                      | 85                 | modifier les données · modifier les données |
| Urville                       | 88482      | 88140       | Neufchâteau          | Vittel                                        | CC Terre d'Eau                           | 4,02             | 55 (2022)                         | 14                 | modifier les données · modifier les données |
| Uxegney                       | 88483      | 88390       | Épinal               | Golbey                                        | CA d'Épinal                              | 8,94             | 2 249 (2022)                      | 252                | modifier les données · modifier les données |
| Uzemain                       | 88484      | 88220       | Épinal               | Le Val-d'Ajol                                 | CA d'Épinal                              | 27,30            | 1 050 (2022)                      | 38                 | modifier les données · modifier les données |
| La Vacheresse-et-la-Rouillie  | 88485      | 88140       | Neufchâteau          | Vittel                                        | CC Terre d'Eau                           | 9,36             | 128 (2022)                        | 14                 | modifier les données · modifier les données |
| Vagney                        | 88486      | 88120       | Épinal               | La Bresse                                     | CC des Hautes Vosges                     | 24,91            | 3 873 (2022)                      | 155                | modifier les données · modifier les données |
| Le Val-d'Ajol                 | 88487      | 88340       | Épinal               | Le Val-d'Ajol                                 | CC de la Porte des Vosges Méridionales   | 73,33            | 3 873 (2022)                      | 53                 | modifier les données · modifier les données |
| Valfroicourt                  | 88488      | 88270       | Neufchâteau          | Vittel                                        | CC Terre d'Eau                           | 13,80            | 229 (2022)                        | 17                 | modifier les données · modifier les données |
| Valleroy-aux-Saules           | 88489      | 88270       | Neufchâteau          | Mirecourt                                     | CC de Mirecourt Dompaire                 | 5,03             | 256 (2022)                        | 51                 | modifier les données · modifier les données |
| Valleroy-le-Sec               | 88490      | 88800       | Neufchâteau          | Vittel                                        | CC Terre d'Eau                           | 5,87             | 186 (2022)                        | 32                 | modifier les données · modifier les données |
| Les Vallois                   | 88491      | 88260       | Neufchâteau          | Darney                                        | CC Les Vosges Côté Sud-Ouest             | 5,25             | 124 (2022)                        | 24                 | modifier les données · modifier les données |
| Le Valtin                     | 88492      | 88230       | Saint-Dié-des-Vosges | Gérardmer                                     | CC Gérardmer Hautes Vosges               | 19,64            | 74 (2022)                         | 3,8                | modifier les données · modifier les données |
| Varmonzey                     | 88493      | 88450       | Neufchâteau          | Charmes                                       | CC de Mirecourt Dompaire                 | 2,57             | 24 (2022)                         | 9,3                | modifier les données · modifier les données |
| Vaubexy                       | 88494      | 88500       | Neufchâteau          | Darney                                        | CC de Mirecourt Dompaire                 | 6,52             | 121 (2022)                        | 19                 | modifier les données · modifier les données |
| Vaudéville                    | 88495      | 88000       | Épinal               | Épinal-2                                      | CA d'Épinal                              | 3,22             | 195 (2022)                        | 61                 | modifier les données · modifier les données |
| Vaudoncourt                   | 88496      | 88140       | Neufchâteau          | Vittel                                        | CC Terre d'Eau                           | 5,67             | 151 (2022)                        | 27                 | modifier les données · modifier les données |
| Vaxoncourt                    | 88497      | 88330       | Épinal               | Golbey                                        | CA d'Épinal                              | 8,43             | 502 (2022)                        | 60                 | modifier les données · modifier les données |
| Vecoux                        | 88498      | 88200       | Épinal               | Le Thillot                                    | CC de la Porte des Vosges Méridionales   | 13,60            | 863 (2022)                        | 63                 | modifier les données · modifier les données |
| Velotte-et-Tatignécourt       | 88499      | 88270       | Neufchâteau          | Darney                                        | CC de Mirecourt Dompaire                 | 5,36             | 159 (2022)                        | 30                 | modifier les données · modifier les données |
| Ventron                       | 88500      | 88310       | Épinal               | La Bresse                                     | CC des Hautes Vosges                     | 24,97            | 839 (2022)                        | 34                 | modifier les données · modifier les données |
| Le Vermont                    | 88501      | 88210       | Saint-Dié-des-Vosges | Raon-l'Étape                                  | CA de Saint-Dié-des-Vosges               | 4,41             | 73 (2022)                         | 17                 | modifier les données · modifier les données |
| Vervezelle                    | 88502      | 88600       | Saint-Dié-des-Vosges | Bruyères                                      | CC Bruyères - Vallons des Vosges         | 1,92             | 117 (2022)                        | 61                 | modifier les données · modifier les données |
| Vexaincourt                   | 88503      | 88110       | Saint-Dié-des-Vosges | Raon-l'Étape                                  | CA de Saint-Dié-des-Vosges               | 11,38            | 147 (2022)                        | 13                 | modifier les données · modifier les données |
| Vicherey                      | 88504      | 88170       | Neufchâteau          | Mirecourt                                     | CC du Pays de Colombey et du Sud Toulois | 5,88             | 158 (2022)                        | 27                 | modifier les données · modifier les données |
| Vienville                     | 88505      | 88430       | Saint-Dié-des-Vosges | Gérardmer                                     | CA de Saint-Dié-des-Vosges               | 3,38             | 120 (2022)                        | 36                 | modifier les données · modifier les données |
| Vieux-Moulin                  | 88506      | 88210       | Saint-Dié-des-Vosges | Raon-l'Étape                                  | CA de Saint-Dié-des-Vosges               | 3,89             | 321 (2022)                        | 83                 | modifier les données · modifier les données |
| Ville-sur-Illon               | 88508      | 88270       | Neufchâteau          | Darney                                        | CC de Mirecourt Dompaire                 | 17,89            | 513 (2022)                        | 29                 | modifier les données · modifier les données |
| Villers                       | 88507      | 88500       | Neufchâteau          | Mirecourt                                     | CC de Mirecourt Dompaire                 | 4,97             | 189 (2022)                        | 38                 | modifier les données · modifier les données |
| Villoncourt                   | 88509      | 88150       | Épinal               | Bruyères                                      | CA d'Épinal                              | 6,40             | 100 (2022)                        | 16                 | modifier les données · modifier les données |
| Villotte                      | 88510      | 88320       | Neufchâteau          | Darney                                        | CC Les Vosges Côté Sud-Ouest             | 8,21             | 119 (2022)                        | 14                 | modifier les données · modifier les données |
| Villouxel                     | 88511      | 88350       | Neufchâteau          | Neufchâteau                                   | CC de l'Ouest Vosgien                    | 4,65             | 86 (2022)                         | 18                 | modifier les données · modifier les données |
| Viménil                       | 88512      | 88600       | Saint-Dié-des-Vosges | Bruyères                                      | CC Bruyères - Vallons des Vosges         | 8,05             | 235 (2022)                        | 29                 | modifier les données · modifier les données |
| Vincey                        | 88513      | 88450       | Épinal               | Charmes                                       | CA d'Épinal                              | 12,81            | 2 073 (2022)                      | 162                | modifier les données · modifier les données |
| Viocourt                      | 88514      | 88170       | Neufchâteau          | Mirecourt                                     | CC de l'Ouest Vosgien                    | 4,75             | 165 (2022)                        | 35                 | modifier les données · modifier les données |
| Vioménil                      | 88515      | 88260       | Neufchâteau          | Le Val-d'Ajol                                 | CC Les Vosges Côté Sud-Ouest             | 23,59            | 153 (2022)                        | 6,5                | modifier les données · modifier les données |
| Vittel                        | 88516      | 88800       | Neufchâteau          | Vittel                                        | CC Terre d'Eau                           | 24,13            | 4 766 (2022)                      | 198                | modifier les données · modifier les données |
| Viviers-le-Gras               | 88517      | 88260       | Neufchâteau          | Darney                                        | CC Les Vosges Côté Sud-Ouest             | 9,04             | 182 (2022)                        | 20                 | modifier les données · modifier les données |
| Viviers-lès-Offroicourt       | 88518      | 88500       | Neufchâteau          | Vittel                                        | CC Terre d'Eau                           | 4,52             | 27 (2022)                         | 6,0                | modifier les données · modifier les données |
| La Vôge-les-Bains             | 88029      | 88240       | Épinal               | Le Val-d'Ajol                                 | CA d'Épinal                              | 44,09            | 1 556 (2022)                      | 35                 | modifier les données · modifier les données |
| La Voivre                     | 88519      | 88470       | Saint-Dié-des-Vosges | Saint-Dié-des-Vosges-1                        | CA de Saint-Dié-des-Vosges               | 5,86             | 656 (2022)                        | 112                | modifier les données · modifier les données |
| Les Voivres                   | 88520      | 88240       | Épinal               | Le Val-d'Ajol                                 | CA d'Épinal                              | 12,81            | 285 (2022)                        | 22                 | modifier les données · modifier les données |
| Vomécourt                     | 88521      | 88700       | Épinal               | Charmes                                       | CC de la Région de Rambervillers         | 7,03             | 258 (2022)                        | 37                 | modifier les données · modifier les données |
| Vomécourt-sur-Madon           | 88522      | 88500       | Neufchâteau          | Charmes                                       | CC de Mirecourt Dompaire                 | 3,53             | 68 (2022)                         | 19                 | modifier les données · modifier les données |
| Vouxey                        | 88523      | 88170       | Neufchâteau          | Mirecourt                                     | CC de l'Ouest Vosgien                    | 23,28            | 169 (2022)                        | 7,3                | modifier les données · modifier les données |
| Vrécourt                      | 88524      | 88140       | Neufchâteau          | Vittel                                        | CC Terre d'Eau                           | 12,46            | 349 (2022)                        | 28                 | modifier les données · modifier les données |
| Vroville                      | 88525      | 88500       | Neufchâteau          | Mirecourt                                     | CC de Mirecourt Dompaire                 | 6,83             | 133 (2022)                        | 19                 | modifier les données · modifier les données |
| Wisembach                     | 88526      | 88520       | Saint-Dié-des-Vosges | Saint-Dié-des-Vosges-2                        | CA de Saint-Dié-des-Vosges               | 11,30            | 428 (2022)                        | 38                 | modifier les données · modifier les données |
| Xaffévillers                  | 88527      | 88700       | Épinal               | Raon-l'Étape                                  | CC de la Région de Rambervillers         | 8,43             | 133 (2022)                        | 16                 | modifier les données · modifier les données |
| Xamontarupt                   | 88528      | 88460       | Saint-Dié-des-Vosges | Bruyères                                      | CC Bruyères - Vallons des Vosges         | 5,00             | 152 (2022)                        | 30                 | modifier les données · modifier les données |
| Xaronval                      | 88529      | 88130       | Neufchâteau          | Charmes                                       | CC de Mirecourt Dompaire                 | 5,25             | 108 (2022)                        | 21                 | modifier les données · modifier les données |
| Xertigny                      | 88530      | 88220       | Épinal               | Le Val-d'Ajol                                 | CA d'Épinal                              | 50,25            | 2 572 (2022)                      | 51                 | modifier les données · modifier les données |
| Xonrupt-Longemer              | 88531      | 88400       | Saint-Dié-des-Vosges | Gérardmer                                     | CC Gérardmer Hautes Vosges               | 30,71            | 1 475 (2022)                      | 48                 | modifier les données · modifier les données |
| Zincourt                      | 88532      | 88330       | Épinal               | Bruyères                                      | CA d'Épinal                              | 4,47             | 76 (2022)                         | 17                 | modifier les données · modifier les données |
| Vosges                        | 88         |             |                      |                                               |                                          | 5 874,00         | 358 700 (2022)                    | 61                 | modifier les données                        |